# عكا
عَكَا (بفتح العين المهملة والكاف المشددة) (بالعبرية: עַכּוֹ‏) (نقحر: عكّو) هي من أقدم وأهم مدن فلسطين التاريخية، تقع اليوم في لواء الشمال في إسرائيل - حسب التقسيم الإداري بعد حرب 1948، على الساحل الشرقي للبحر الأبيض المتوسط. تبعد عن القدس حوالي 181 كم إلى الشمال الغربي. وتبلغ مساحتها 18.09 كم2، كما بلغ عدد سكانها نحو 50 ألف نسمة عام 2021.
تأسست المدينة في الألف الثالثة ق.م على يد الكنعانيين (الجرشانين)، الذين جعلوا منها مركزاً تجارياً ودعوها باسم (عكو) أي الرمل الحار. أصبحت بعد ذلك جزءا من دولة الفينيقيين، ثم احتلها العديد من الغزاة كالإغريق والرومان والفرس والفرنجة الصليبيين. دخل العرب المسلمون عكا سنة 636 م / 16 هـ بقيادة شرحبيل بن حسنة. وفي سنة 20 هـ أنشأ فيها معاوية بن أبي سفيان داراً لصناعة السفن، ومنها انطلقت أول غزوة لجزيرة قبرص عام 28 هـ. وتوالت عليها الأحداث على مر التاريخ، ومن أشهر حكامها أحمد باشا الجزار. بلغت أوج مجدها عام 1799 م عندما أوقفت زحف نابليون الذي وصل إليها بعد أن احتل مصر، وساحل فلسطين، وحاصرها مدة طويلة ولكنه فشل في احتلالها بفضل صمود أحمد باشا الجزار، فتلاشت أحلام نابليون بالاستيلاء على الشرق، وسحب جيوشه.
وتُعتبر عكّا ذات موقع اقتصادي وتجاري بفضل مينائها الذي يُعَدّ من أهم وأقدم موانئ فلسطين التاريخية لصيد الأسماك، كما تُعتبر ذات موقع أثريّ مهم. فهي تحتوي على العديد من الآثار والمعالم والأماكن الأثرية القديمة من غالبية العصور التّاريخية. فهناك السّوق الأبيض وحمّام الباشا وخان العمدان والقلعة وأسوارها الحصينة والممرّ الألماني وجامع ومكتبة الجزّار وغيرها.
تنقسم عكا في الزمن الحاضر إلى البلدة القديمة المسوّرة بالإضافة إلى الضاحية الجديدة - التي تمتد إلى الشمال والشمال الشرقي للأسوار، وتحتل موقع الضاحية الشمالية لعكا الصليبية، على وجه التقريب. وتتميز المدينة باختلاط سكانها اليهود والعرب.
يوجد في عكا مركز ومعبد لأبناء الديانة البهائية يعتبر من أهم المعابد البهائية إلى جانب المعبد الموجود في مدينة حيفا. يظهر في أبنية عكا فن العمارة الفاطمي والصليبي والعثماني، كما تتميز بعمارة جامع الجزار الذي شيد من أعمدة رخامية قديمة، أما المدينة القديمة فقد بناها الصليبيون.
في حرب 1948، احتلتها المنظمات اليهودية بعد عملية بن عمي، بعد عدة مجازر قامت بها في المدينة وقراها لترويع السكان العرب وطرد معظمهم. وبعد النكبة، قامت البلدية بعدة ممارسات كرّست العنصرية في المدينة، كمنع عمليات ترميم المنازل العربية، واستهداف لدور العبادة، بالإضافة لتغيير الأسماء العربية للشوارع والأحياء بأخرى عبرية.
يُشار بالذكر إلى أن منظمة الأمم المتحدة للتربية والتعليم والثقافة (يونيسكو)، قد أدرجت في عام 2001 البلدة القديمة في عكا، التي تحوي آثارا عثمانية وصليبية، ضمن قائمة التراث العالمي.

## التسمية
تُعد عكا مدينة كنعانية ثم فينيقية، ومعنى الاسم (الرمل الحارّ)، وجاء في معجم البلدان (4/144) من القبائل الكنعانية التي نزلت بلاد الشام-الجرجاشيون، وكانت منازلهم شرقي بحيرة طبريا - وقد ذكر بعضهم انهم هم الذين أسسوا عكا.
اُطلق عليها زمن الإغريق وفي فترة حكم تلمي الثاني (Ptolemais) نسبة إلى بطليموس. أما في العهد البيزنطي فقد أطلق عليها اسم (سامريتيكا) نسبة إلى السامرة. وزمن الحكم الصليبي سميت سانت جون داكر وبقيت كذلك حتى استرجعها المماليك بقيادة الأشرف خليل بن قلاوون سنة 1291م، وعاد إليها اسمها الأصيل عكا.

## التاريخ
يعود أصل المدينة إلى موقع تل الفخار الذي يبعد نحو 2 كم إلى الشرق من المدينة القديمة الحالية. كان ازدهار عكا مرتبطًا دوما بموقعها الجغرافي، فهي مرفأ طبيعي معد بصورة جيدة، وهي أيضا محطة لجميع القوافل الكبيرة الآتية من الشمال ومن الشرق ومن مصر. هذا الأمر الذي كان سبب ازدهار المدينة كان أيضا السبب الذي جعل المدينة محط أنظار الغزاة.

### العهد القديم

كانت عكا جزء من دولة الفينيقيين، الممتدة على الساحل الشرقي للبحر المتوسط.

عام 2000 ق.م. تقريبا ذكرت المدينة لأول مرة في نصوص مصرية عدائية (السلالة الحادية عشرة أو الثانية عشرة) ثم ظهرت في كتابات تحوتمس الثالث وسيتي الأول ورمسيس الثاني وفي رسائل تل العمارنة. في القرن الخامس عشر ق.م. نعلم من النصوص السابقة الذكر أن المدينة كانت في ذلك الحين مركزا كنعانيا مزدهرا. في القرن الثالث عشر ق.م. وقعت المدينة في أيدي الفينيقيين.
ذكرت عكا في التوراة (سفر القضاة 31,1) وفي أعمال الرسل 27,7: ذهب بولس مع رجاله من صور إلي عكا. خلال القرن الرابع قبل الميلاد غزا الإسكندر المقدوني هذه المدينة. شيد بطالمة مصر مدينة عكا باسم بطولومايس في عهد بطليموس الثاني فيلادلفيوس (308 - 246 ق.م).
كما ذُكرت بين المدن التي استولى عليها تحتمس الثالث. كما جاء في بعض المخطوطات الموجهة من ملك صوراتا (صور) وابنه (زوت – حنه) إلى ملوك مصر أنهما كانا حليفين لملك أورشليم ضد ملك مجدو. كما ذكرت في سجلات سيتي الأول ورعمسيس الثاني.
وفي سنة 701 ق.م، خضعت لسنحاريب، لكنها ثارت ضد آشور بانيبال سنة 650 ق.م. وفي سنة 350 ق.م سُكّت النقود باسمها، وبعد استيلاء الإسكندر المقدوني عليها سنة 332 ق.م تَقوّى مركزها، وصكت النقود الذهبية باسمها. استولى عليها انطيوخوس سنة 312 ق.م. وفي سنة 301 ق.م. استولى عليها تلمي الثاني، ورممها وأطلق عليها اسم (Ptalemais) نسبة إلى جده بطليموس.

### العهد الروماني والبيزنطي
في سنة 39 ق.م. احتلها هيرودوس وأقام فيها عدة أبنية ومركزًا رياضيًا في سنة 48 ق.م. زارها يوليوس قيصر، وفي سنة 606 م في أثناء الثورة ضد الرومان قتل فيها حوالي (2000) من اليهود، وطرد الباقي منها. حوّلها نيرون إلى مدينة مستقلة رومانية، وأقام فيها الحمّامات التي حملت اسم (افروديت).
ذكر يوسف فلافيوس أنه قد عُثِر بالقرب من عكا في رمال نهر النعمان على الرمل الزجاجي. أما الفينيقيون فقد تمكنوا من الحصول على الأصباغ الزرقاء والحمراء من أصداف البحر التي كانت تتواجد بالقرب من المدينة.

### الحكم العربي الإسلامي
احتلها الفرس سنة 614 م. ثم استردها منهم البيزنطيون، وانتقموا ممن ساعد الفرس في أثناء دخولهم لها. دخلها المسلمون العرب سنة 636م بقيادة شرحبيل بن حسنة وعمرو بن العاص ومعاوية بن أبي سفيان، وأصبحت مركزًا لصناعة السفن الحربية. وذلك في صدر الدولة الأموية. ومن عكا ركب معاوية أساطيله لغزو قبرص. والمعروف ان هشام بن عبد الملك وسّعها وجدد بناءها، وأقام له قصرًا فخمًا فيها.

### الحروب الصليبية

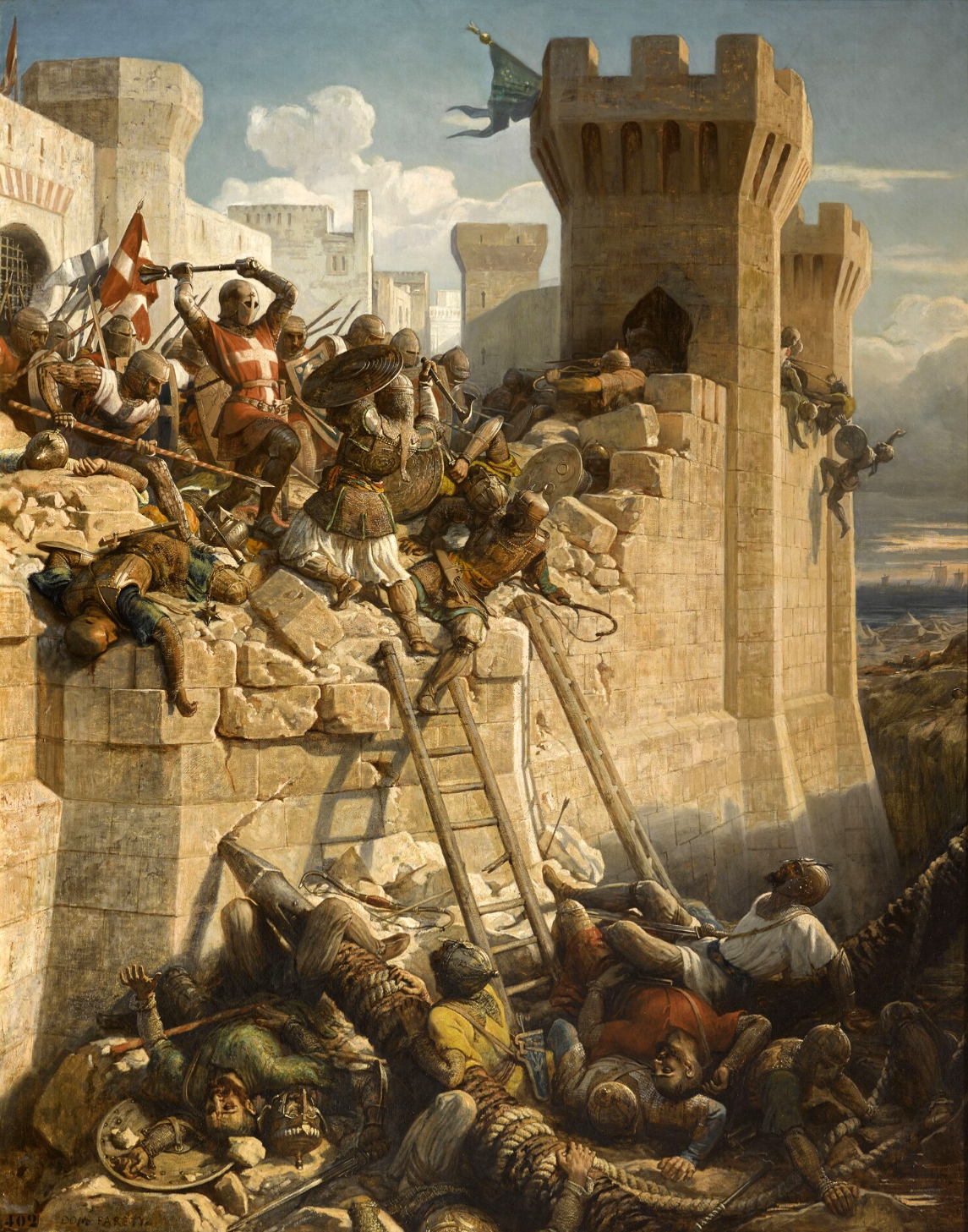
حصار عكا عام 1291.

في عام 1104 غزا الفرنج عكا وكانت المدينة مرسى مهم في هذه المنطقة. وأصبحت الميناء الرئيسي والحصن المنيع لهم، وقسمت إلى أحياء، حيث تركزت كل جالية منهم بحيّ خاص بها، مثل بيزا وجنوة والبندقية وفرسان الهيكل والإسبتاليين، وضمت المدينة أيضاً على أحياء للمجتمعات المسيحية الشرقية والإسلامية المحليَّة. وواصلت عكا خلال الحقبة الصليبية ازدهارها كمركز تجاري رئيسي لشرق البحر الأبيض المتوسط، وكانت مدينة ثرية نسبياً نابضة بالحياة التجاريًّة. وقد انتهى عهدها الذهبي بسقوطها سنة 1291م، بيد المملوك الأشرف خليل بن قلاوون. وقد دمّر أسوارها وحصونها خوفًا من عودة الصليبيين إليها، وهكذا فقد سيطر عليها الخراب مدة 400 سنة تقريبًا. وقام سلطان مصر المملوكي الأشرف خليل بتحريرها من الصليبيين وطردهم منها سنة 1291 في ما عرف بـ «فتح عكا».

### العهد العثماني

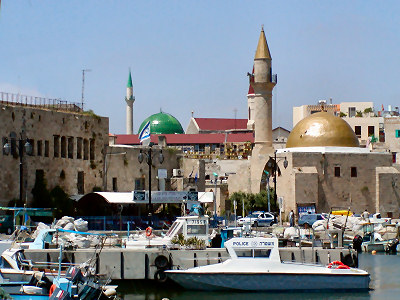
مسجد جزار باشا في عكا

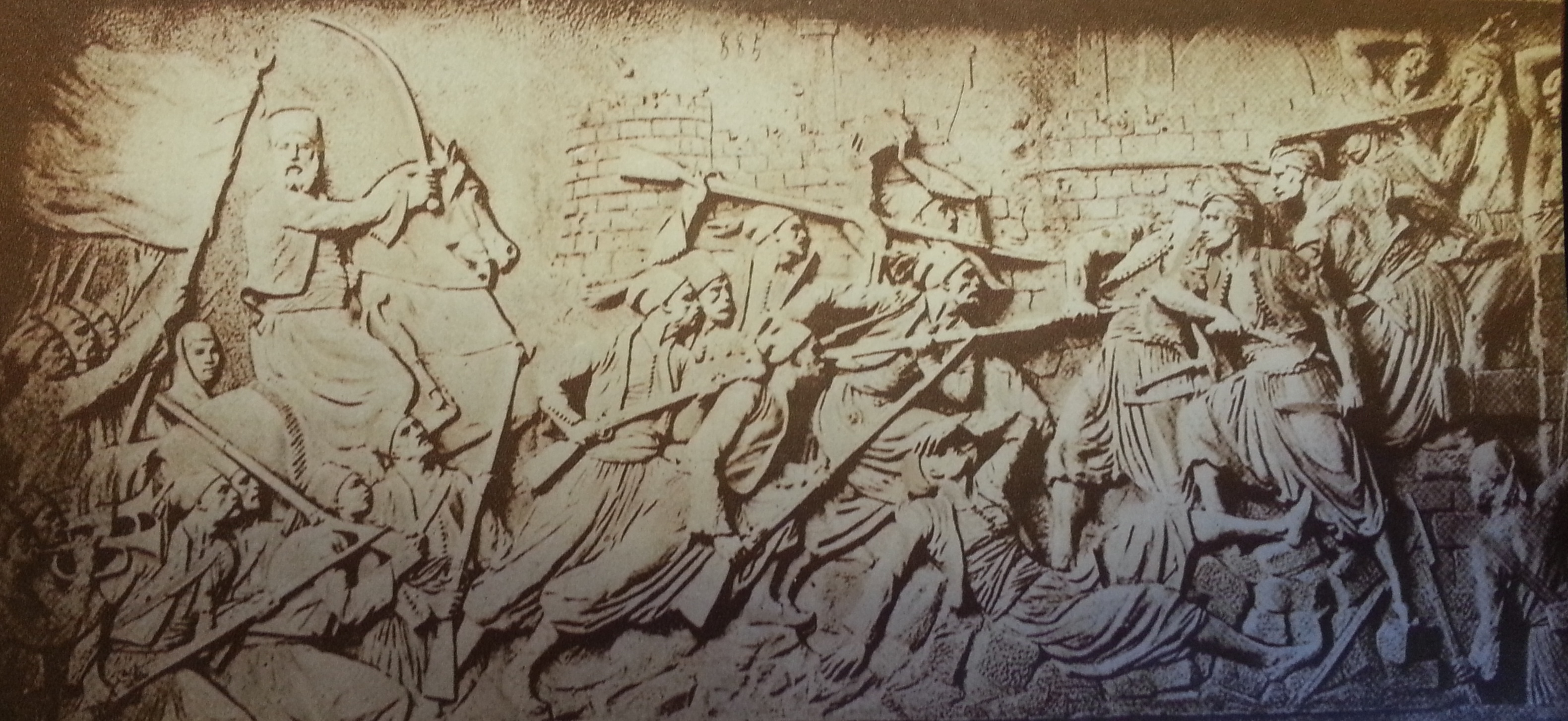
إبراهيم باشا يقتحم أسوار عكا

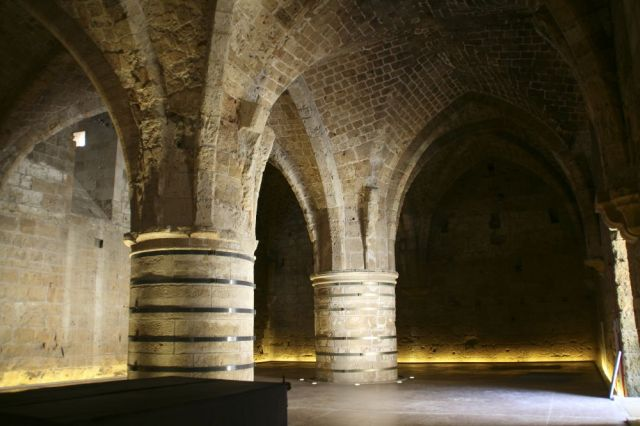
قاعة الفرسان الصليبية

مع مطلع هذه الفترة التي انتهى فيها الحكم المملوكي وانضوت فلسطين وكل بلاد الشام في إطار الدولة العثمانية التي دام حكمها قرابة الأربعة قرون. امتد سلطان الدولة العثمانية المتمركزة في إسطنبول على البلقان والأناضول خلال قرنين من الحروب والتوسع.
وفي ظل هذه القوة المركزية والبارزة في المنطقة بدأ تزايد الصراع على النفوذ بين ثلاثة قوى هي الدولة العثمانية والدولة الصفوية الناشئة في تبريز، والمماليك من جهة ثالثة، ففي آب/ أغسطس (1514م) كانت الموقعة الأولى الفاصلة بين الدولة العثمانية بزعامة «سليم الأول» والدولة الصفوية بزعامة «الشاه إسماعيل» في (جالديران) قرب (تبريز) وانتصر فيها العثمانيون بفضل فعالية السلاح الناري الذي كانوا يتفوقون في استخدامه. وبعد عامين هزم العثمانيون المماليك في موقعة حاسمة في (مرج دابق) قرب حلب في (23 آب/أغسطس 1516م)، وكان ذلك نهاية السلطة المملوكية باحتلال العثمانيين لمصر.
وفي نفس العام دخل سليم الأول بلاد الشام دون أدنى مقاومة وذلك لكره الشاميين للمماليك في ذاك الوقت من جهة، وخوفهم من العثمانيين من جهة أخرى. وبعد موت «سليم» تولى السلطة ابنه «سليمان» (1520 -1566م) والذي لُقب بسليمان القانوني نظراً لكثرة القوانين التي أصدرها في شؤون تنظيم الدولة. وفي عهده بلغت الإمبراطورية العثمانية مبلغها في الاتساع والازدهار، وامتدت على ثلاث قارات، كما ورثت الخلافة العباسية والإمبراطورية البيزنطية وأصبحت إسطنبول مركزاً للعالم الإسلامي وانبعاث الحضارة الإسلامية من جديد. ولكن بعد اكتشاف أمريكا ورأس الرجاء الصالح وبداية النهضة الأوروبية بدأ مركز القوة يتحول إلى الغرب.
ولقد ترك العثمانيون أثرا كبيرا في ازدهار مدينة عكا، حيث ازدادت أهمية الميناء على أيامهم، وأنشأوا المدارس والمساجد والكنائس والحمامات والأسواق والسرايا وغيرها من الأبنية الحكومية والخاصة.
إمارة ظاهر العمر

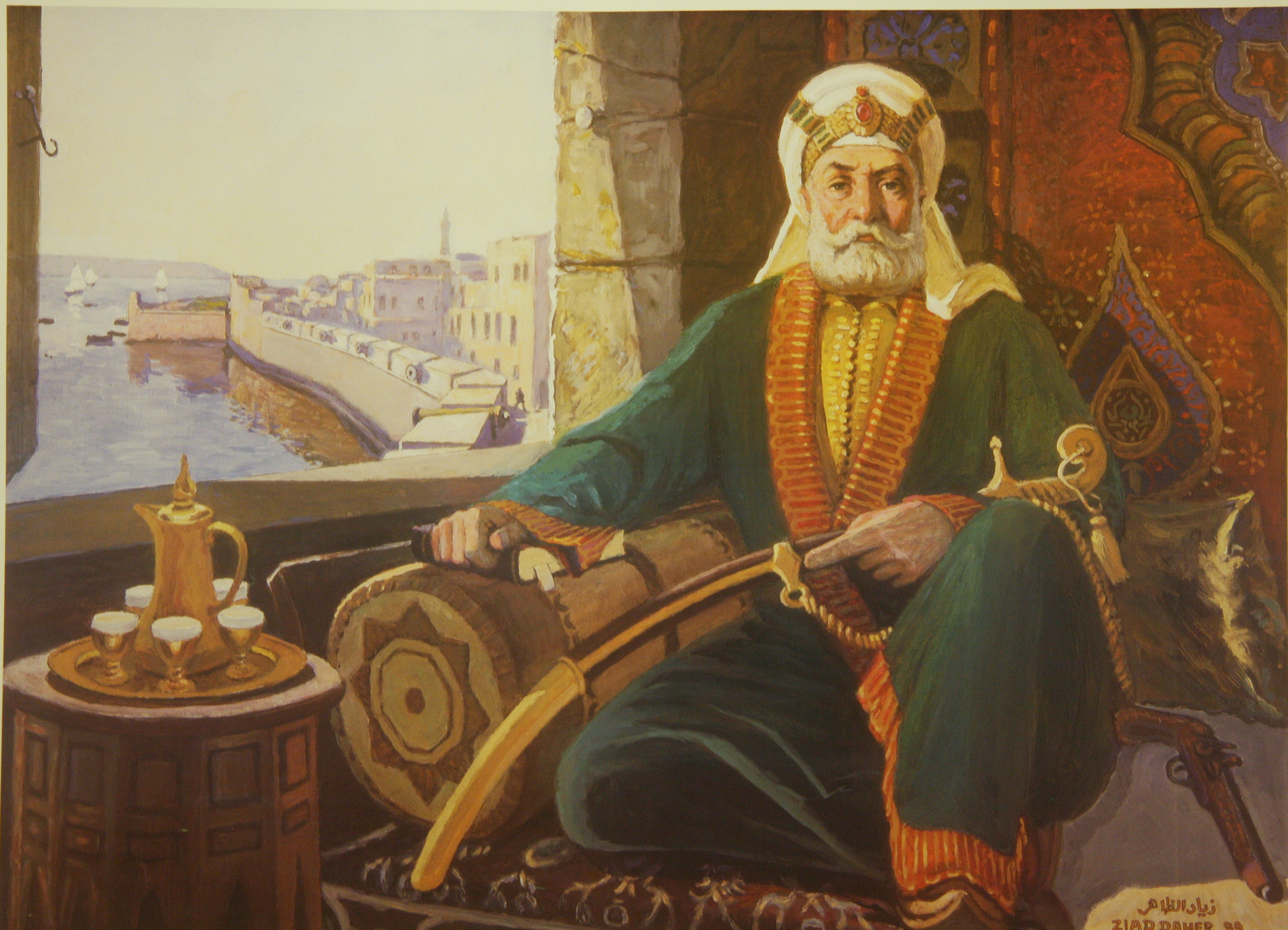
ظاهر العمر، حاكم عكا عام 1750

احتل ظاهر العمر المدينة عام 1744 م وفي عام 1750 م أصبح حاكم عكا مقابل مبلغ من المال يرسله ظاهر العمر لوالي صيدا. عندها انقلبت عكا من قرية منسية إلى مدينة مركزية ومهمة، خاصة بعد تحصينها عام 1750 - 1751 م بسور وأبراج. طول السور كان 500 م في الشمال و300 م في الشرق، وصل علوّه إلى ثمانية أمتار تقريباً، وسمكه كان حوالي متراً واحداً، ولم يكن هناك نفق أمامها أو قناة عميقة، ومثل هذا السور استطاع أن يصد هجمات البدو الذين لم يكن لديهم مدافع، وحسب معرفة الرحالة فولني الذي وصف السور فقال: «إنه يكفي لبعض المدافع تدميره..» وهناك من يقول إن نابليون استند على أقواله حينما قرر احتلال عكا عام 1799.

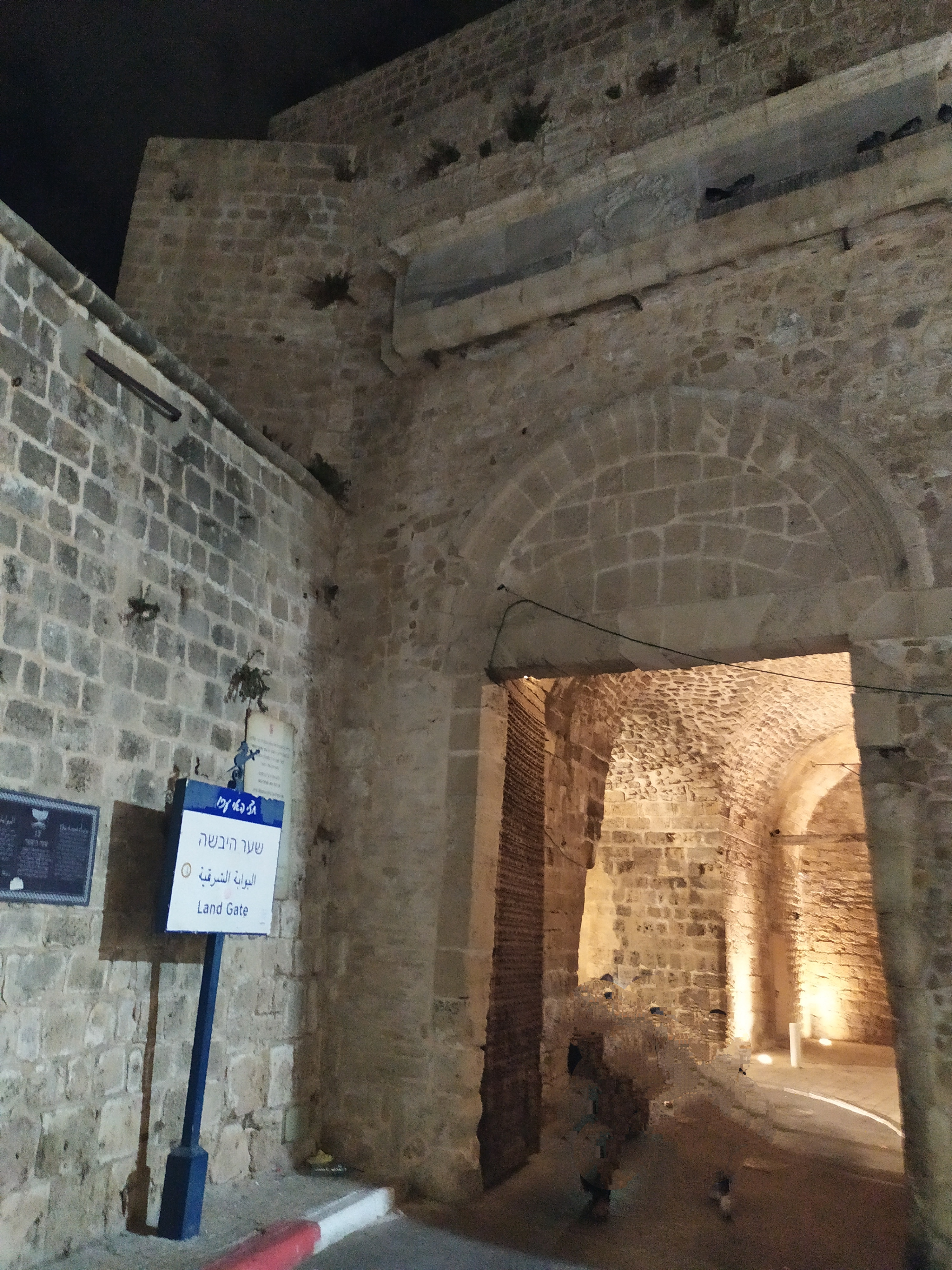
بوابة عكا الشرقية

كان في سور ظاهر العمر بوابتان قويتان: بوابة السراي (تحمل اسم قصره المجاور) في شمال غرب السور وبوابة السباع (نسبة إلى صورة السباع المحفورة في حجر فوق هذه البوابة) في الجنوب الشرقي من سور المدينة.
في الزاوية الشمالية الغربية من المدينة، وفوق أنقاض القلعة الصليبية والتي حاول فخر الدين المعني الثاني ترميمها، بنى ظاهر العمر قصره المحصن ووضع فيه عدداً من المدافع القديمة، وحفر قناة صغيراً من حوله، وبنى مسجد الرمل في مركز المدينة، وأقام سوقاً كبيراً (السوق الأبيض) الذي رممه سليمان باشا فيما بعد.
أحمد باشا الجزار
برز «الآغا أحمد» الملقب بالجزار على مسرح الأحداث في عكا وهو مملوكي بوسني الأصل. وتميز حكم الجزار الذي ولي على ولاية صيدا وعلى ولاية دمشق بشكل متقطع ما بين (1775م) وحتى وفاته في (1804م) بسيطرته على القوى المحلية في فلسطين وجبل لبنان وتحديه للعثمانيين وإدخال ولاية دمشق ضمن دائرة نفوذه.
حملة نابليون بونابرت

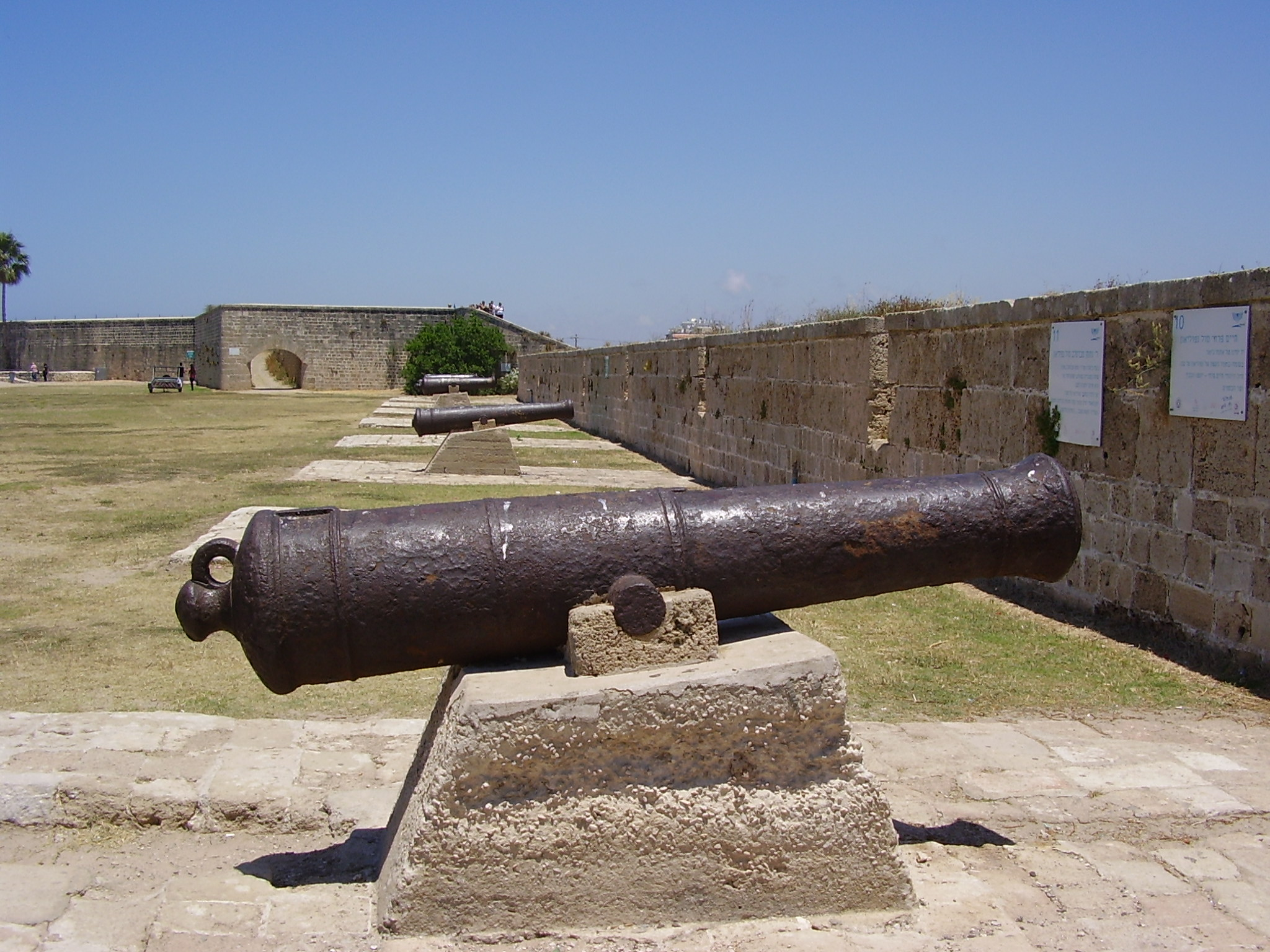
مدافع منصوبة على سور عكا، حيث إندحرت عنده جيوش نابليون عام 1799.

تعد حملة نابليون على مصر وبلاد الشام بداية الصراع الاستعماري الأوروبي لاحتلال أقطار الوطن العربي في أعقاب الثورة الصناعية في أوروبا. فقد توجه نابليون بونابرت بحملته إلى بلاد الشام بعد انتصاره على المماليك ودخوله القاهرة في (21 تموز/ يوليو 1798).
اقتصرت حملة نابليون بونابرت على فلسطين، ولم تتجاوز الشريط الساحلي منها سوى منطقة الناصرة – طبرية، حيث هزمت الجيش العثماني، وبدأت الحملة باحتلال منطقة قطبة على الحدود مع الشام في 1798م في سيناء ثم قلعة العريش، وبعد ثلاثة شهور أخذت الحملة بالتراجع إلى مصر بعد فشلها في احتلال عكا في 1799م.
وفي 28 شباط/ فبراير سار الجيش الفرنسي وفي طليعته «كليبر» باتجاه أسدود ثم إلى قرية يبنا والرملة ويافا، كما استولوا على حيفا بعد قتال شديد، ومن ثم توجه إلى عكا التي تتمتع بأسوار قوية وحصون متينة فلم يستطع أن يدخلها، ودارت معارك قوية، هاجم أهل عكا فيها الفرنسيون بمشاركة الإنجليز وبعض القوات العثمانية، وحاول نابليون اقتحام أسوار عكا سبع مرات باءت جميعها بالفشل، وسرعان ما دب الطاعون في الجيش الفرنسي بسبب كثرة القتلى من الطرفين.
وفي 10 أيار/ مايو كتب نابليون إلى حكومة الإدارة في باريس بأن احتلال عكا لا يستحق كل هذه الخسائر، فقرر الانسحاب إلى مصر ومواصلة الهجوم عليها، وفي أثناء ذلك وصلت مراسلة من باريس تطلب من نابليون وجوب العودة إلى فرنسا، وكان قد انسحب بعد حصار دام أربعة وستين يوماً في 20آيار/ مايو 1799م.

### الانتداب البريطاني

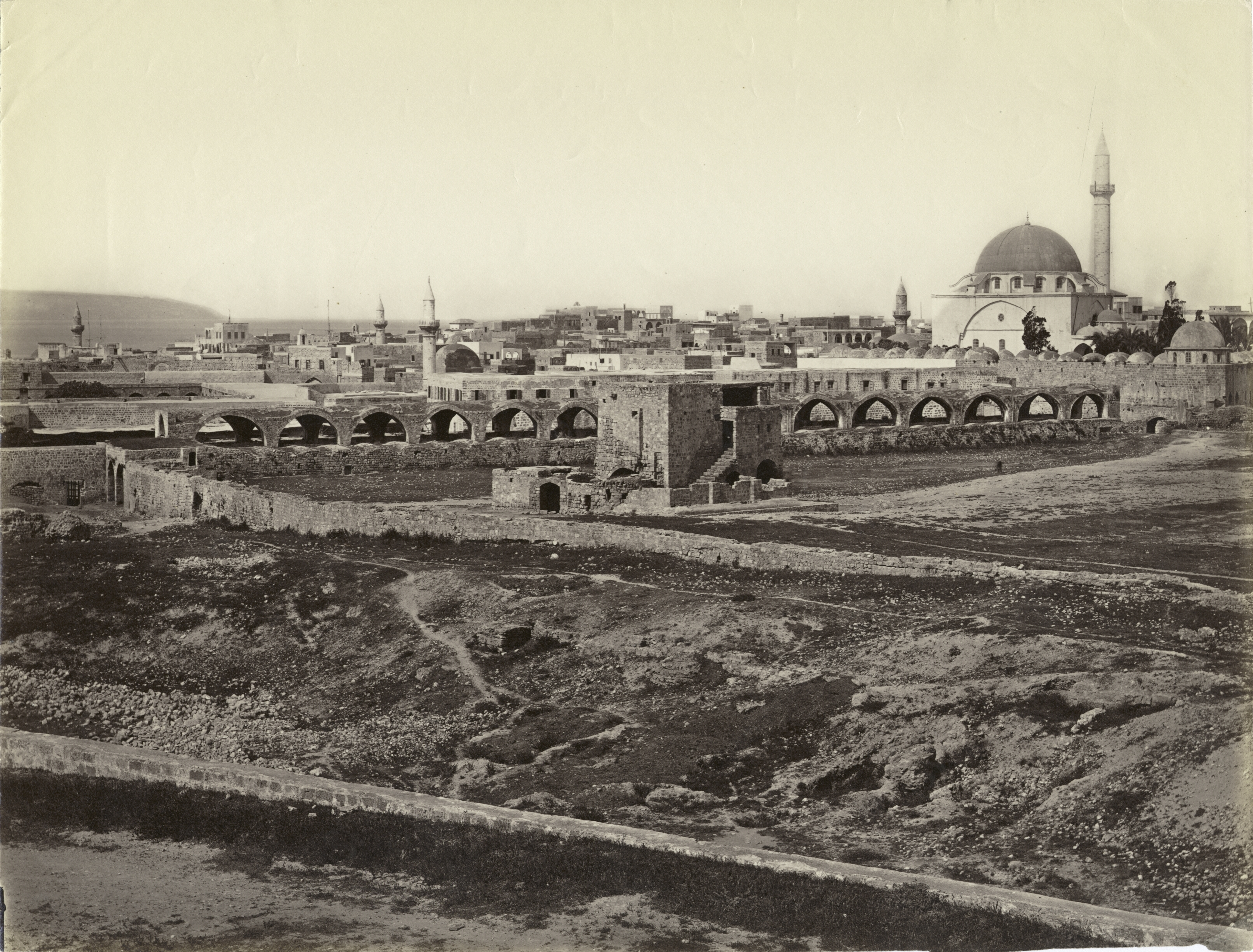
عكا أواخر القرن التاسع عشر

في 4 فبراير 1918 احتلها البريطانيون. وكانت مدينة عكا مركز القضاء الذي يحمل اسمها والذي يقع إلى الشمال الغربي من فلسطين. يحدّه من الشمال الحدود اللبنانية، ومن الشرق قضاء صفد وطبريا، ومن الغرب البحر المتوسط، ومن الجنوب قضاء النّاصرة. ويضمّ القضاء، بالإضافة إلى مدينة عكّا التي تقع على الطّرف الشّمالي من خليج عكا، حوالى 52 قرية و8 عشائر بدوية.
كان لأهالي عكا دَورٌ في كلّ الانتفاضات والمُظاهرات والمؤتمرات والثورات الفلسطينية ضدّ الإنكليز واليهود. وبعد انسحاب القوات البريطانية واشتعال الحرب، دافع العكّاويون عن مدينتهم حتى امتدّ القتال من دارٍ إلى دارٍ ومن شارعٍ إلى شارعٍ، إلى أن سقطت بأيدي المُنظّمات الصّهيونية المُسلّحة وذلك بفضل ما تملكه من أحدث آلات الحرب من المُصفحات والمدافع والزوارق الحربية. وأدّى الاحتلال إلى تشريد بعض أهالي عكا.
قرار التقسيم

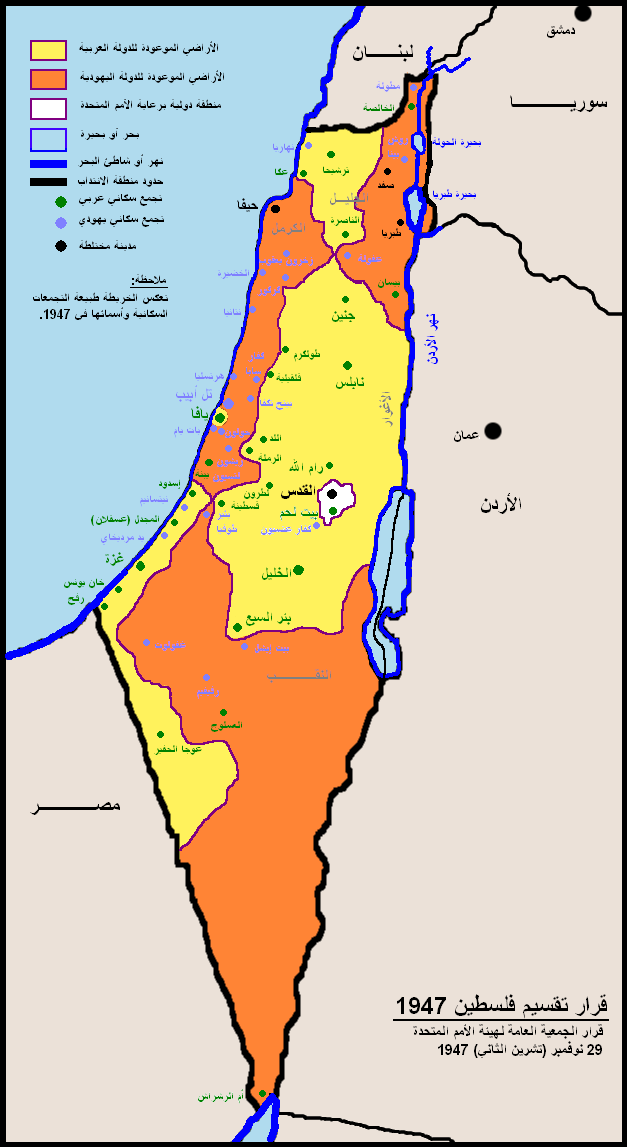
خارطة تقسيم فلسطين عام 1947، تظهر عكا ضمن المنطقة المحددة للعرب، حيث لجأ إليها كثير من سكان المدن التي خضعت لليهود وفقا للتقسيم.

قامت هيئة الأمم المتحدة عام 1947 بمحاولة لإيجاد حل للنزاع العربي/اليهودي القائم على فلسطين، وقامت هيئة الأمم بتشكيل لجنة اليونسكوب (UNSCOP) المتألّفة من دول متعدّدة باستثناء الدّول دائمة العضوية لضمان الحياد في عملية إيجاد حلّ للنزاع.
قامت اللجنة بطرح مشروعين لحل النزاع، تمثّل المشروع الأول بإقامة دولتين مستقلّتين، وتُدار مدينة القدس من قِبل إدارة دولية. وتمثّل المشروع الثاني في تأسيس فيدرالية تضم كلا من الدولتين اليهودية والعربية. ومال معظم أفراد لجنة UNSCOP تجاه المشروع الأول والرامي لتأسيس دولتين مستقلّتين بإطار اقتصدي موحد. وقامت هيئة الأمم بقبول مشروع لجنة UNSCOP الدّاعي للتقسيم مع إجراء بعض التعديلات على الحدود المشتركة بين الدولتين، العربية واليهودية، على أن يسري قرار التقسيم في نفس اليوم الذي تنسحب فيه قوات الانتداب البريطاني من فلسطين.
أعطى قرار التقسيم 55% من أرض فلسطين للدولة اليهودية، وشملت حصّة اليهود من أرض فلسطين على وسط الشريط البحري (من إسدود إلى حيفا تقريبا، ما عدا مدينة يافا) وأغلبية مساحة صحراء النّقب (ما عدا مدينة بئر السبع وشريط على الحدود المصري). ولم تكن صحراء النّقب في ذاك الوقت صالحة للزراعة ولا للتطوير المدني، واستند مشروع تقسيم الأرض الفلسطينية على أماكن تواجد التّكتّلات اليهودية بحيث تبقى تلك التكتّلات داخل حدود الدولة اليهودية.
ولقد وقعت عكا ضمن حدود الدولة العربية، فنزح إليها الآلاف من السكان العرب من المدن والقرى العربية التي خضعت للدولة العبرية وفقا لقرار التقسيم.

### النكبة

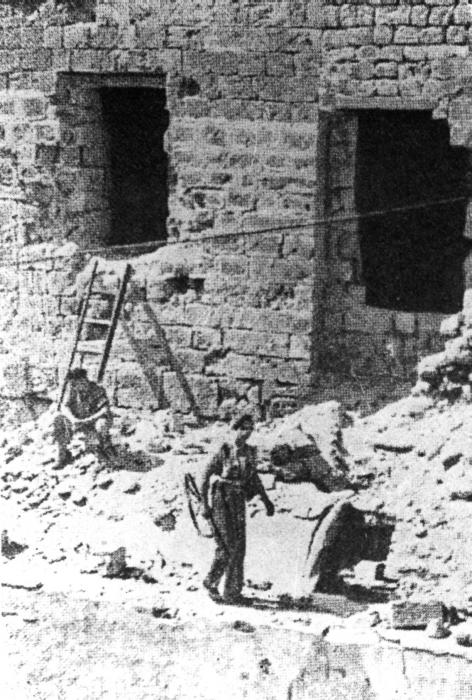
آثار النكبة في المدينة.

في شهر أيار 1948 سيطرت المنظمات اليهودية على مدينة عكا بعد عدة معارك ومجازر قامت بها في المدينة وقراها لترويع السكان العرب وإجبارهم على الرحيل. وبعد النكبة، سيطرت دائرة أراضي إسرائيل على 85% من منازلها (1125 منزلا) وتديرها اليوم شركتان حكوميتان (شركة تطوير عكا وعميدار). يشار إلى أن السلطات الإسرائيلية لم تتوقف عن تضييق الخناق على عكا العربية واضطرار سكانها إلى الرحيل من خلال إنذار السكان العرب ومنعهم من ترميم بيوتهم التي باتت معظمها تعاني من التصدعات، بل والإنهيار.
ولقد عملت السلطات الإسرائيلية بعد النكبة، على تنفيذ مخططاتها، من خلال خطة أطلقت عليها تطوير عكا، ولكن هذه الخطة بالمفهوم الحقيقي هي تهجير للسكان الفلسطينيين، وتفريغ المدينة وتهويدها وطمس معالمها وتشويه تاريخها، حيث أحيطت المدينة القديمة، بالبنايات الكبيرة والعمارات الضخمة، بهدف التغطية على مدينة عكا الأصلية. كما أن مدينة عكا، ما زالت مستهدفة بالدرجة الأولى من خلال الهجمات العنصرية، لأنها مدينة حضارية وتاريخية، وتشهد على عروبة هذه البلاد، كما أن محاولات التهويد، لم تتوقف ولو لحظة، إلا أن صمود فلسطينيي عكا، وتمسكهم بمدينتهم، وبتاريخها، أفشلت وستفشل كل مخططات التهويد، وبقيت البلدة القديمة، وهي مدينة عكا الأصلية، عربية مائة بالمائة، بتاريخها ووجهها ومعالمها التاريخية. كما أن سكان عكا، داخل البلدة القديمة، حافظوا على مساجدهم وكنائسهم، كما أن هناك محاولات يهودية، للاستيلاء على مسجد المنشية الذي يقع في قرية المنشية المهجرة، ومسجد اللبابيدي في عكا الجديدة.

## الجغرافيا

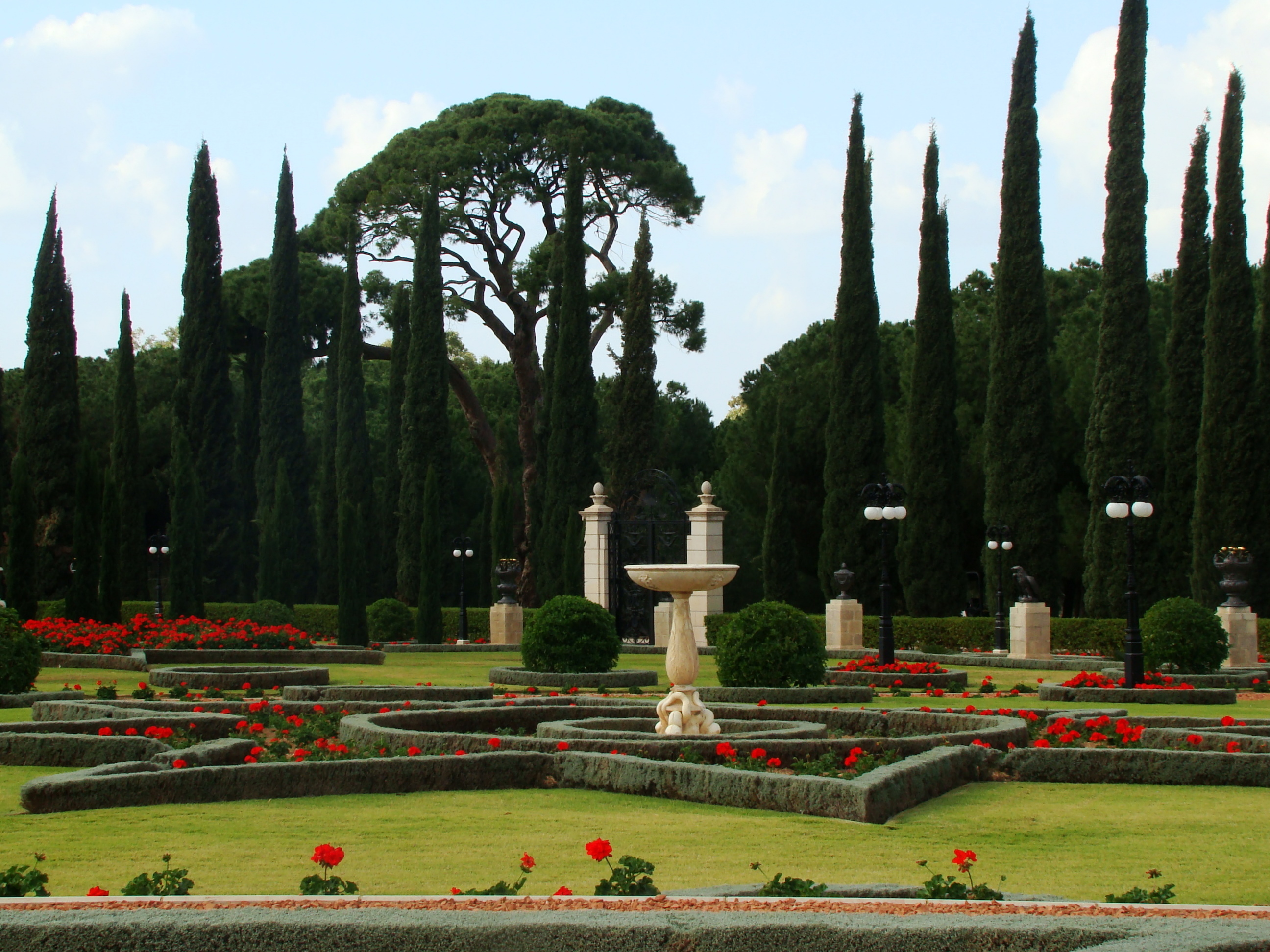
الحدائق البهائية في عكا.

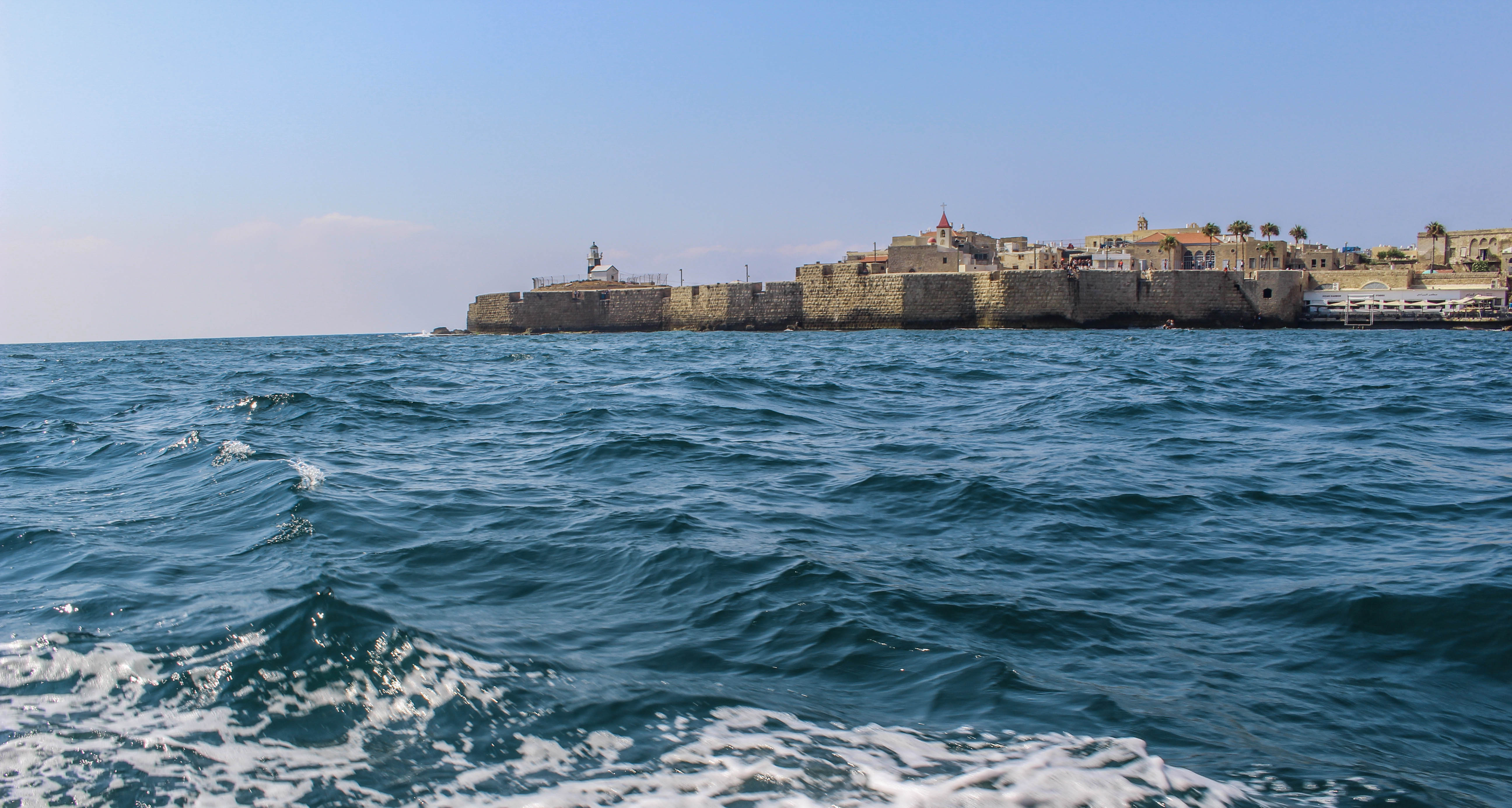
أسوار عكا.

تقع عكا في الطرف الشمالي لخليج عكا والبحر المتوسط. أقيمت على شبه جزيرة تدخل في خليج عكا بالقرب من الطرق الرئيسية المؤدية إلى مركز البلاد وشمالها. تبعد عن القدس 181 كم إلى الشمال الغربي، كما تبعد 21 كم عن الحدود اللبنانية جنوبا، و23 كم عن حيفا شمالاً، و46 كم إلى الغرب من الناصرة.
يرتبط ميناء عكا بشبكة طرق وسكك حديدية أهمها: طريق السهل الساحلي الذي يربط عكا بحدود فلسطين الشمالية متجهاً نحو لبنان عبر رأس الناقورة 17 كم وترتبط بحيفا بواسطة خط سكة حديد يتجه نحو الجنوب ويتصل بخط سكة حديد (القنطرة) في سيناء. أقيمت عكا على موقع يساعد على الدفاع عنها بسهولة فهي تقع بين جبل الكرمل وتلال الجليل ومستنقعات النعامين، وكانت ميناء لحوران والجليل وغيرها من المدن المجاورة.
تحيط المياه بعكا من الجهتين الغربية والجنوبية. وتتصل باليابسة من الجهتين الشرقية والشمالية. يقع الميناء في الجهة الجنوبية للمدينة لذا فهو محمي من الرياح الشمالية. تتزود عكا بالمياه من قناة ماء من «نبع الكابري» الواقع شمال شرقي المدينة (نبع عين العسل). بقيت هذه القناة صالحة حتى سنة 1948.
لقد أعطى موقع عكا الإستراتيجي أبعاداً أخرى لا تقل أهمية عن البعد العسكري، فعكا صلة الوصل بين أوروبا وفلسطين، ونقطة تجمع الحجاج المسيحيين إلى الأرض المقدسة، وقد أقيمت فيها في أيام ظاهر العمر والجزار خانات متعددة كان ينزلها المسافرون والتجار والقوافل المتعددة التي تحمل خيرات البلاد لتنقلها السفن إلى دول العالم، ومن أشهر تلك الخانات خان الجزار وخان الشونة، ومن خلال سهل عكا كان أهلها يتمتعون بغلة زراعية وفيرة مثل الحبوب وأشجار الزيتون والخضار والموز والنخيل.

### مناطق المدينة

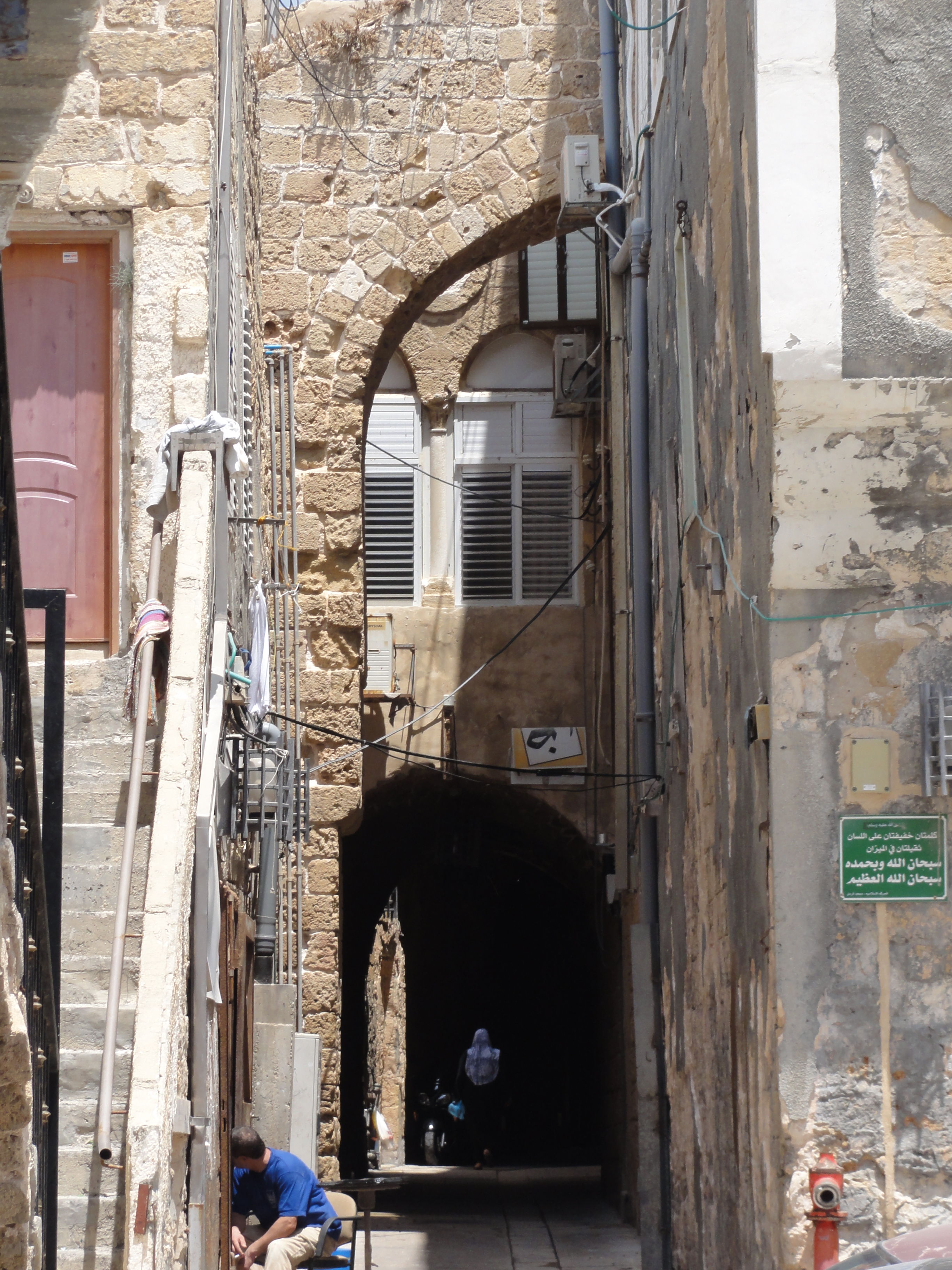
جانب من البلدة القديمة بعكا.

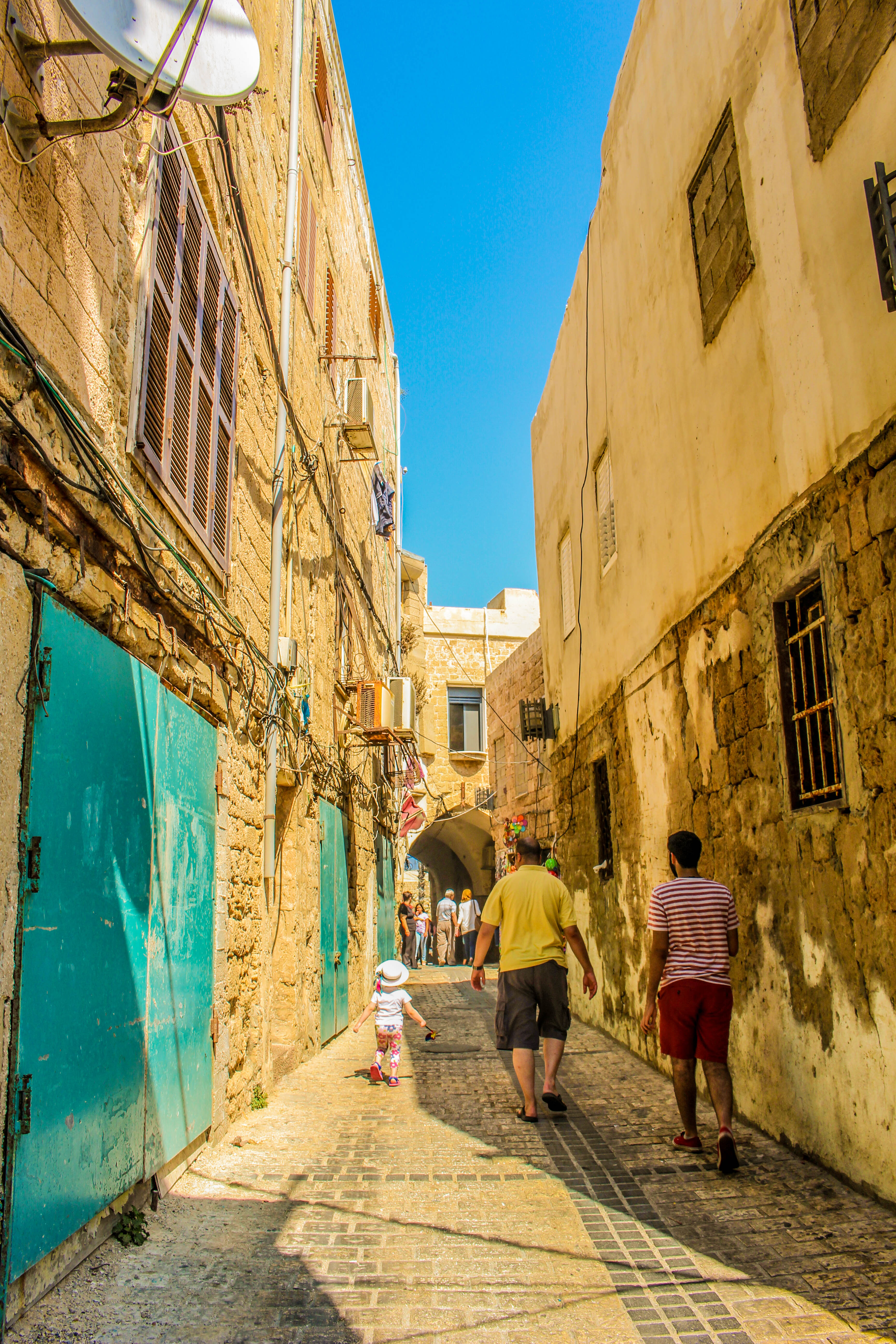
أزقة مدينة عكا.

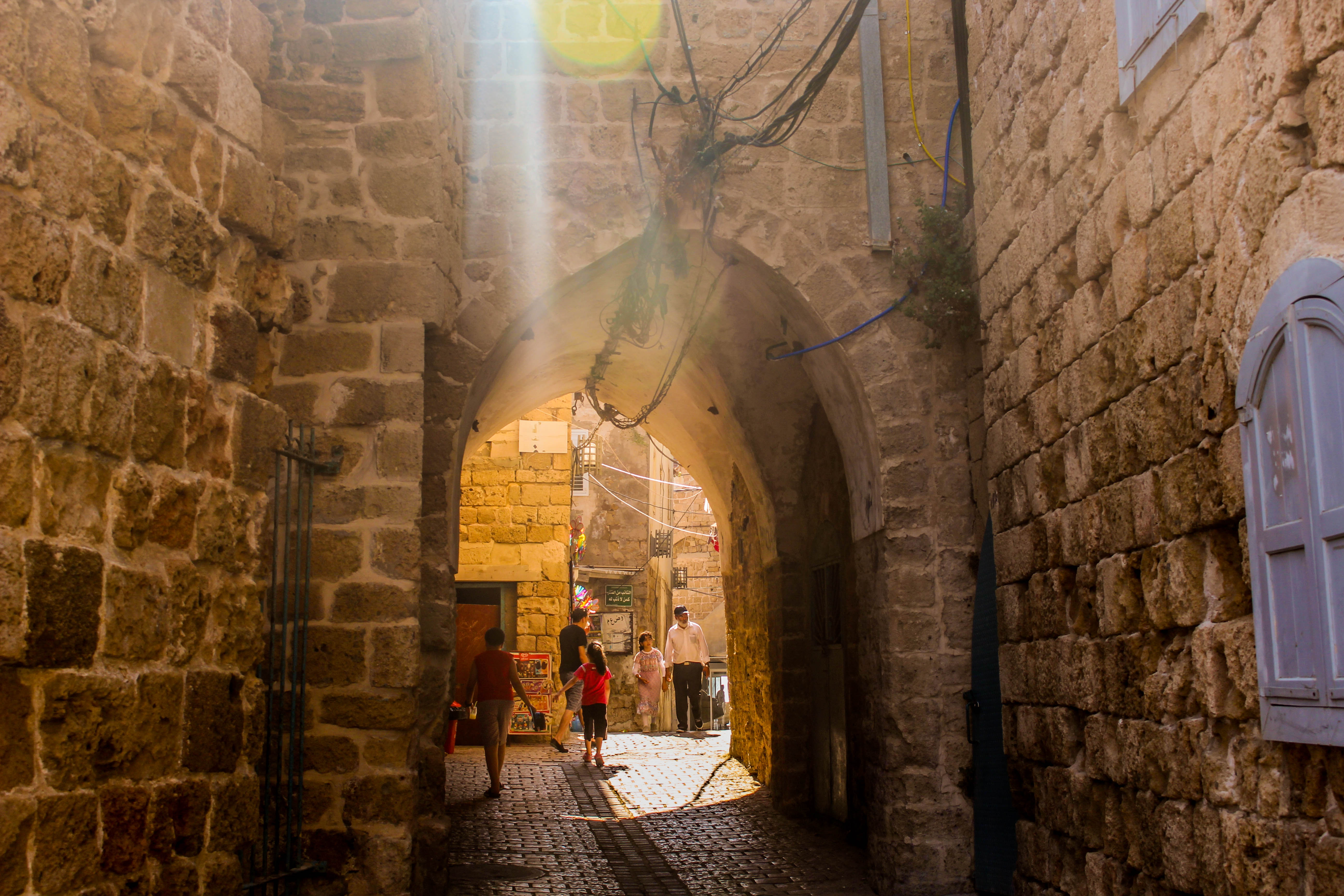
أزقة وأقواس مدينة عكا.

تُقسم عكا في الزمن الحاضر إلى البلدة القديمة والضاحية الجديدة. تمتد الضاحية الجديدة، ذات التطور العصري الصرف، إلى الشمال والشمال الشرقي للأسوار، وتحتل موقع الضاحية الشمالية لعكا الصليبية، على وجه التقريب.
وكانت مدينة عكا قبل النكبة عام 1948، تُقسم إلى المناطق الآتية: الشط الغربي، عز الدين، الطالع الأول، الطالع الثاني، الطالع الأعوج، شارع فبركة الكبريت، منطقة جنينة البلدية، شارع بيروت، شارع الرشادية، الفجر، وشارع صفد - بالإضافة إلى البلدة القديمة.
أما بعد النكبة، أقدمت البلدية على تغيير معظم الأسماء العربية في الأحياء والمناطق في عكا، وتم إنشاء مناطق جديدة أخرى. وتُقسم عكا اليوم للمناطق الآتية:
| - عكا القديمة - كريات ولفسون - حي مناحيم بيغن - تل نفيه - نفيه ألون - السكن عميدار - حي بورلا - حي بن غوريون | - الإسكان 2 - الإسكان 3 - البحر السليم - موريا - نفيه يوني نتنياهو - فينيارد الشمالي - نفيه الياقوت - المنطقة الصناعية الصغيرة - جنوب المنطقة الصناعية |

البلدة القديمة
أما البلدة القديمة، فتشمل على 23 حارة، وهي: حارات «المبلطة»، الرمل، الدبسي، اليهود، الشيخ عبد الله، النمرود، دْراع الواوي، الخرابة، المصاليق، المجادلة، القلعة، البصة، الشيخ غانم، الشراشحة، الفاخورة، سبيل القديس، ساحة الكراكون، الخمامير، ساحة عبود، ساحة اللومان، شارع الجزار، وشارع صلاح الدين. ولم يبقى بعد النكبة، من هذه الأسماء سوى شارع صلاح الدين. وظلّت البلدة القديمة ذات أغلبية عربية مسلمة إلى حد كبير (بما في ذلك العديد من الأسر البدوية)، مع وجود حي مسيحي عربي على مقربة منه. وفي عام 2000، كان 95% من سكان البلدة القديمة من العرب. فقط حوالي 15 ٪ من السكان العرب الحاليين في المدينة ينحدرون من العائلات التي عاشت هناك قبل عام 1948.

### المناخ

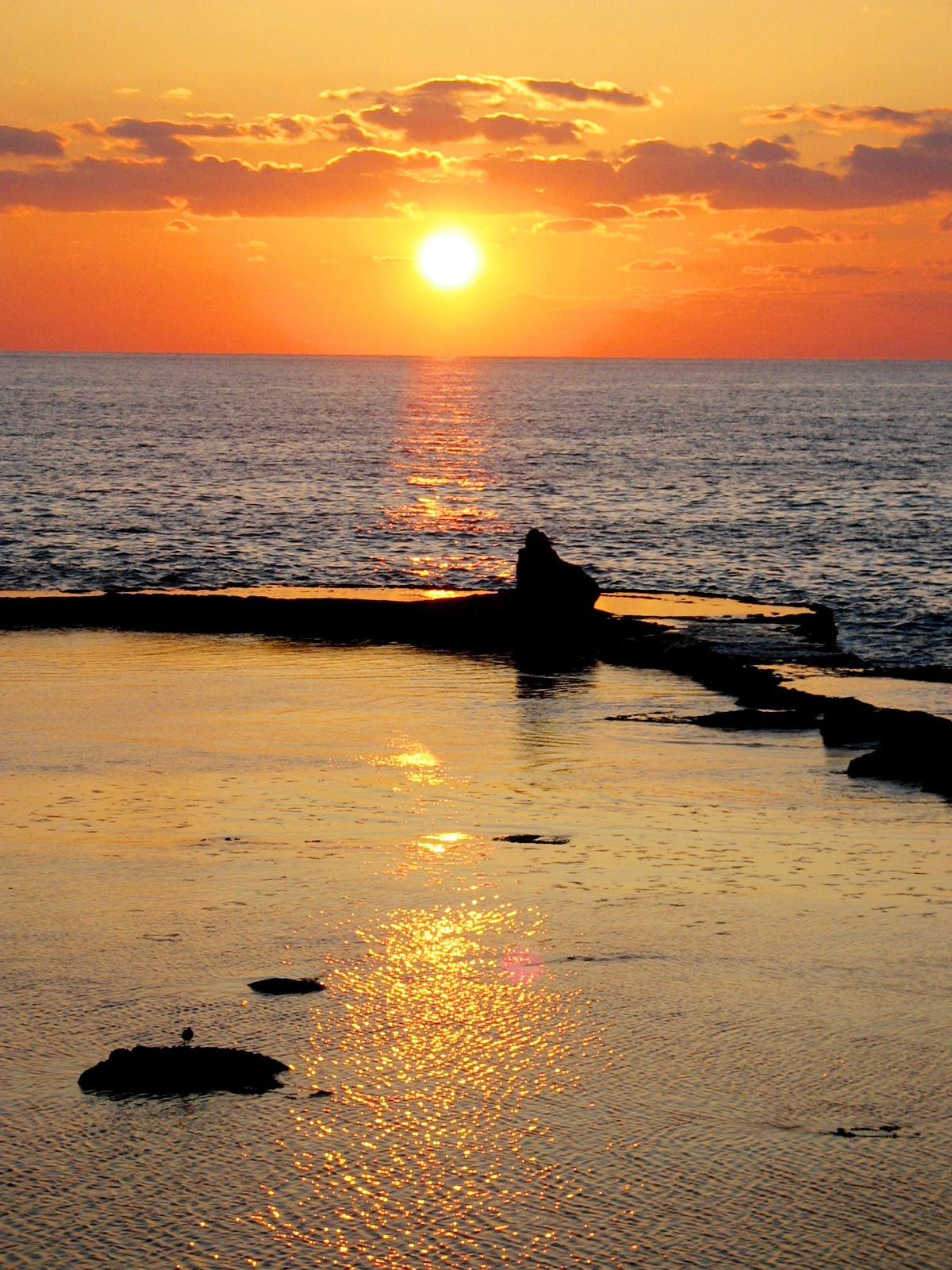
الغروب في عكا.

يسود عكا مناخ البحر المتوسط، والذي يتميز بصيف حار ورطب والشتاء بارد وممطر. طقس الربيع يمتد من مارس، وخلال النصف الثاني من شهر مايو يبدأ مناخ الصيف. متوسط درجة الحرارة في الصيف يصل إلى 26 درجة مئوية، أما في فصل الشتاء فتصل إلى 12 درجة مئوية. الثلوج نادرة في عكا، ولكنه يحدث أحيانا، أعلى هطول الأمطار يحدث بين أكتوبر وأبريل. الأمطار السنوية الإجمالية 524 ملم.
| الشهر               | I    | II   | III  | IV   | V    | VI   | VII  | VIII | IX   | X    | XI   | XII  |
| ------------------- | ---- | ---- | ---- | ---- | ---- | ---- | ---- | ---- | ---- | ---- | ---- | ---- |
| درجة الحرارة العليا | 18,0 | 17,9 | 21,1 | 25,3 | 25,4 | 28,5 | 31,5 | 31,1 | 30,3 | 26,9 | 23,5 | 20,8 |
| درجة الحرارة الدنيا | 10,7 | 10,5 | 12,3 | 15,2 | 17,4 | 21,8 | 24,3 | 25,6 | 22,9 | 18,2 | 15,3 | 12,7 |
| معدل الأمطار ملم    | 175  | 109  | 41   | 25   | 5    | 0    | 0    | 0    | 3    | 25   | 94   | 185  |

| البيانات المناخية لـعكا (1991–2020) | البيانات المناخية لـعكا (1991–2020) | البيانات المناخية لـعكا (1991–2020) | البيانات المناخية لـعكا (1991–2020) | البيانات المناخية لـعكا (1991–2020) | البيانات المناخية لـعكا (1991–2020) | البيانات المناخية لـعكا (1991–2020) | البيانات المناخية لـعكا (1991–2020) | البيانات المناخية لـعكا (1991–2020) | البيانات المناخية لـعكا (1991–2020) | البيانات المناخية لـعكا (1991–2020) | البيانات المناخية لـعكا (1991–2020) | البيانات المناخية لـعكا (1991–2020) | البيانات المناخية لـعكا (1991–2020) |
| الشهر                               | يناير                               | فبراير                              | مارس                                | أبريل                               | مايو                                | يونيو                               | يوليو                               | أغسطس                               | سبتمبر                              | أكتوبر                              | نوفمبر                              | ديسمبر                              | المعدل السنوي                       |
| ----------------------------------- | ----------------------------------- | ----------------------------------- | ----------------------------------- | ----------------------------------- | ----------------------------------- | ----------------------------------- | ----------------------------------- | ----------------------------------- | ----------------------------------- | ----------------------------------- | ----------------------------------- | ----------------------------------- | ----------------------------------- |
| الدرجة القصوى °م (°ف)               | 25.9 (78.6)                         | 29.2 (84.6)                         | 36.8 (98.2)                         | 40.3 (104.5)                        | 42.0 (107.6)                        | 44.0 (111.2)                        | 39.9 (103.8)                        | 34.6 (94.3)                         | 40.5 (104.9)                        | 39.9 (103.8)                        | 34.5 (94.1)                         | 29.6 (85.3)                         | 44.0 (111.2)                        |
| متوسط درجة الحرارة الكبرى °م (°ف)   | 17.0 (62.6)                         | 17.9 (64.2)                         | 20.2 (68.4)                         | 23.4 (74.1)                         | 26.0 (78.8)                         | 27.9 (82.2)                         | 29.9 (85.8)                         | 30.8 (87.4)                         | 30.0 (86.0)                         | 28.2 (82.8)                         | 23.9 (75.0)                         | 19.0 (66.2)                         | 24.5 (76.1)                         |
| المتوسط اليومي °م (°ف)              | 12.2 (54.0)                         | 12.5 (54.5)                         | 14.2 (57.6)                         | 17.0 (62.6)                         | 19.9 (67.8)                         | 22.7 (72.9)                         | 25.4 (77.7)                         | 26.0 (78.8)                         | 24.5 (76.1)                         | 21.6 (70.9)                         | 17.5 (63.5)                         | 13.8 (56.8)                         | 18.9 (66.0)                         |
| متوسط درجة الحرارة الصغرى °م (°ف)   | 7.3 (45.1)                          | 7.1 (44.8)                          | 8.2 (46.8)                          | 10.6 (51.1)                         | 13.7 (56.7)                         | 17.4 (63.3)                         | 20.8 (69.4)                         | 21.2 (70.2)                         | 18.9 (66.0)                         | 15.0 (59.0)                         | 11.1 (52.0)                         | 8.6 (47.5)                          | 13.3 (55.9)                         |
| أدنى درجة حرارة °م (°ف)             | −2.1 (28.2)                         | −4.0 (24.8)                         | −0.8 (30.6)                         | −0.3 (31.5)                         | 5.0 (41.0)                          | 8.6 (47.5)                          | 12.8 (55.0)                         | 13.7 (56.7)                         | 9.5 (49.1)                          | 5.5 (41.9)                          | −2.0 (28.4)                         | −2.6 (27.3)                         | −4.0 (24.8)                         |
| الهطول مم (إنش)                     | 162.9 (6.41)                        | 102.0 (4.02)                        | 53.7 (2.11)                         | 24.4 (0.96)                         | 7.4 (0.29)                          | 0.4 (0.02)                          | 0.1 (0.00)                          | 0.0 (0.0)                           | 2.5 (0.10)                          | 27.2 (1.07)                         | 76.5 (3.01)                         | 133.9 (5.27)                        | 591.0 (23.27)                       |
| متوسط أيام هطول الأمطار (≥ 1.0 mm)  | 11.2                                | 9.3                                 | 6.1                                 | 2.9                                 | 1.2                                 | 0.1                                 | 0.1                                 | 0.0                                 | 0.5                                 | 2.7                                 | 5.5                                 | 10.0                                | 49.6                                |
| المصدر: NOAA                        |                                     |                                     |                                     |                                     |                                     |                                     |                                     |                                     |                                     |                                     |                                     |                                     |                                     |

## السكان

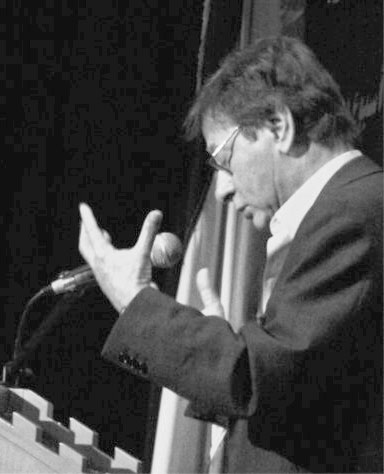
محمود درويش، واحد من أشهر الشعراء العرب، سكن عكا فترة طويلة.

قبل النكبة كانت أغلبية سكان عكا من العرب المسلمين بينما عاشت فيها طائفة مسيحية وطائفة يهودية صغيرة. ومن العائلات المسيحية والأرثوذكسية التي سكنت عكا حتى عام 1948: بيضون، وحبايب، وحوّا، والخازن، وخمّار (رحل معظمهم إلى لبنان عام 1948)، وخوّام، وطوبي (عملوا في صياغة الذهب)، وعوّاد، وعيد، وفرّان وقطران.
أما اليوم، عدد سكان عكا اليوم يبلغ زهاء 50 ألف، منهم نحو 16 ألف فلسطيني، يشكلون %33.1 من السكان،  وهذه النسبة في ارتفاع، وهو ما يقلق إسرائيل، ولذلك ولمواجهة النمو الديمغرافي لعرب عكا، أقدمت إسرائيل على استجلاب المستوطنين العنصريين من مستوطنات قطاع غزة، للاستيطان في عكا، والذين بدأوا يثيرون ممارسات استفزازية، ضد سكان عكا، الذين يعيشون مرحلة تصدٍ دائم لهؤلاء المستوطنين العنصريين وممارساتهم.
تعتبر عكا بعد حرب 1948 واحدة من سبعة تجمعات سكنية كبرى مختلطة في إسرائيل، نسبة العرب فيها هي الأعلى من بين المدن المختلطة الأخرى. يواجه السكان العرب واليهود فيها ضائقة شديدة تراكمت بعد سنوات من التغاضي والإهمال. فالسياسة التي انتهجتها الحكومة قد حطمت التعايش الذي كان من المفترض أن يسود. حيث يعيش العرب في البلدة القديمة والتي أصبحت في الأيام الأخيرة مكاناً حزيناً غالبية محلاته مقفلة. كما وتعتبر عكا بالنسبة لليهود محطة انتقالية إلى حياة أفضل في مكان آخر.
وفي عام 1983 كان في عكا 38 ألف نسمة، 20% منهم عربا. وعلى الرغم من موجة الهجرة الكبيرة من الإتحاد السوفييتي السابق وازدياد عدد السكان إلى 51 ألف نسمة، إلا أن نسبة العرب منهم ارتفعت إلى 28%، بسبب ظاهرة هجرة اليهود العكسية من عكا والتي تعتبر الأكبر في إسرائيل.

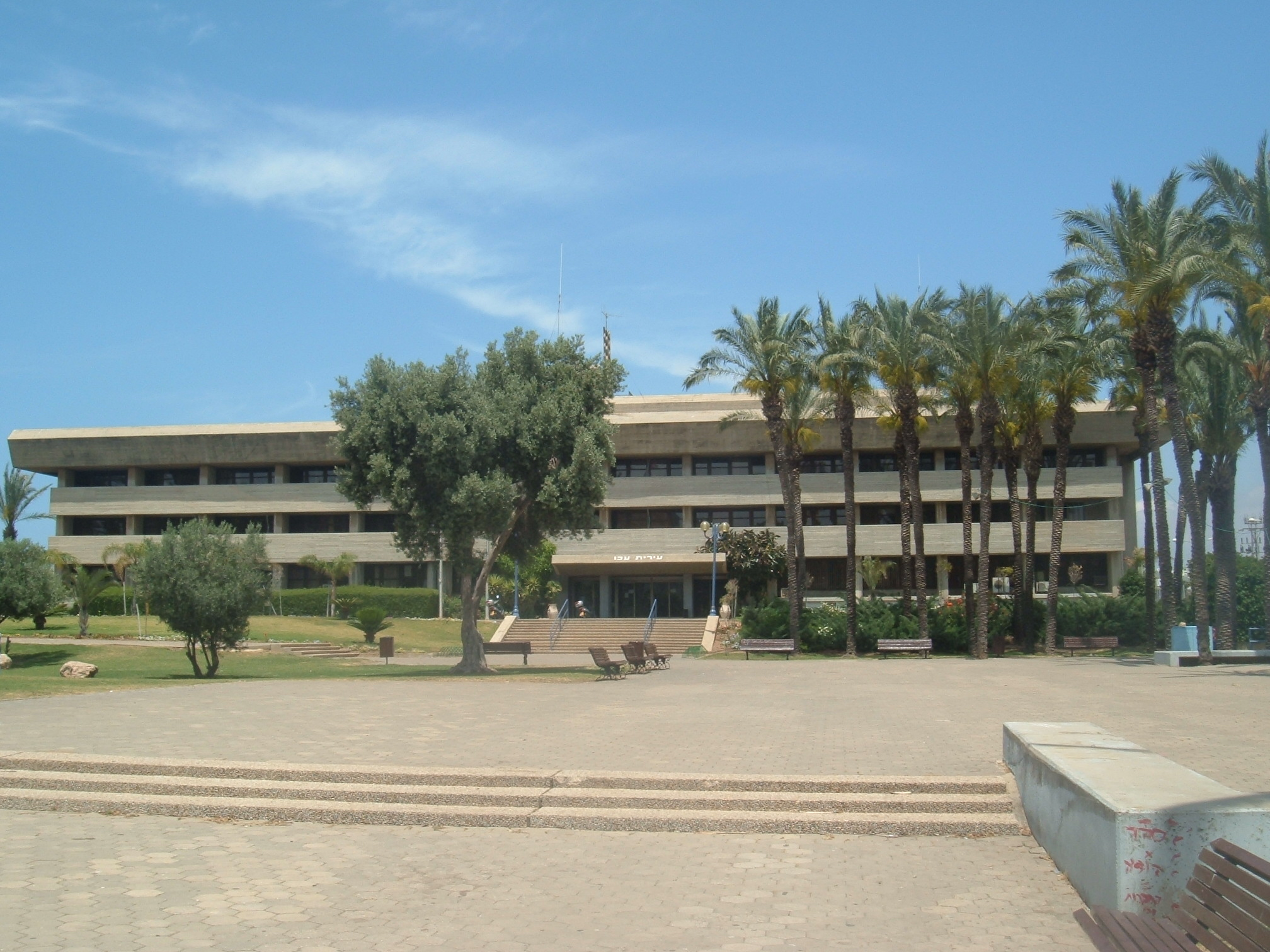
مبنى بلدية عكا

وتمارس الحكومة في عكا سياسة سيئة، حيث يتم إهمال السكان العرب حتى لا يجذبوا المزيد منهم إلى عكا. وفي المقابل أهمل اليهود من خلال تغاضٍ لا تفسير له. كما وانتهجت سياسة منح التجمعات السكنية المجاورة لعكا امتيازات وتخفيضات في ضريبة الدخل ولم تمنح ذلك لمدينة عكا، مما أدى إلى مغادرة الفئة الأقوى والتي غالبيتها من اليهود.
وفي محاولة لوقف هجرة اليهود من عكا، مُنِحَت عكا نسبة من التخفيض في ضريبة الدخل. لكن هذا الإجراء شكل جاذبا لقدوم المزيد من السكان العرب إلى عكا. وبعد انتفاضة الأقصى الأخيرة أصبح الطابع العربي للمدينة هو ما يخيف السكان اليهود ويجعلهم يهربون. ومثالا على ذلك: حي وولفسون، الذي تم بناؤه لإسكان المهاجرين اليهود، ولكنه بعد فترة أصبح عنوان جذب لعرب عكا القديمة. ومع ازدياد عدد السكان العرب بدأ اليهود بمغادرة أحيائهم.
إذن فالفصل كان هو المصطلح الرائج في الخطاب اليهودي في عكا، حيث بدأ اليهود في عكا يؤيدون تحسين أوضاع العرب المعيشية وفي كل شيء وعلى انفراد حتى لا يتم الدمج بينهم وبين السكان اليهود وحتى يتم الحفاظ على عدم سقوط عكا في أيدي العرب. كما وأصبحت عكا تعاني من فراغ قيادي بعد أن كانت مركزاً مغايراً ومدينة إقليمية صاخبة، ففي ظل غياب قوى محلية ومؤسسات جماهيرية راسخة، تراجعت عكا من مكانتها كمركز إقليمي عربي. حيث تعاني المدارس فيها من ضائقة مادية صعبة، ويشكو العرب من تمييز صارخ في ميزانيات التعليم، مما دعا أولياء الأمور إلى تسجيل أولادهم في المدارس اليهودية. وبين الاتجاهين المتناقضين (السعي اليهودي للفصل، واحتياج العرب لليهود ومواردهم)، يبحث المجتمعان عن مخرج من المتاهة التي وصلا إليها في أعقاب الأحداث الأخيرة، وعلى المدى البعيد، ليس في مستطاع هذين المجتمعين أن يجابها بمفردهما ذلك العبء الاجتماعي والسياسي المترتب على إيجاد معادلة أكثر صحة للحياة المشتركة.
إن الوجود الفلسطيني في مدينة عكا، يتميّز عن باقي المدن الفلسطينية التاريخية في الداخل، بكونه لا يزال يسكن كلّ بيوت البلدة القديمة والمتكاملة بمعالمها الأثرية والدينية والتراثية المحافظ عليها بشدّة، ولا تشاركها بهذا التميّز سوى مدينة الناصرة. في 8 أكتوبر من عام 2008 إندلعت توترات عرقية في المدينة بعد أن قاد مواطن عربي سيارته في حي ذات أغلبية يهودية خلال يوم الغفران، مما أدى إلى خمسة أيام من العنف بين العرب واليهود.

### عكا اليوم
وفقًا لمكتب الإحصاء المركزي الإسرائيلي (سي بي إس) في ديسمبر 2010، بلغ عدد سكان عكا 46,617 نسمة، وفي 2021 بلغ 49,614 نسمة. ازداد عدد السكان بين السنوات 2021-2017 في نمو سنوي قدره %0.2. وفقًا لشبكة سي بي إس، في ديسمبر 2008، احتلت المدينة المركز 4 من أصل 10 في المرتبة الاجتماعية-الاقتصادية، وحصلت المدينة على هذا التصنيف أيضًا عام 2019. متوسط الأجور للموظفين في 2007 كان 5154 شيكل وفي 2019 كان 7907 ش. (المعدل الوطني: 6743 شيكل). وعكا مدينة مختلطة، ويتكون سكانها من اليهود، العرب (المسلمين والمسيحيين) وآخرين. يشكل اليهود وغيرهم ممّن ليسوا عربًا %66.9 من السكان، ويشكل العرب %33.1، نسبة المسلمين منهم (أي من العرب) %91.1 ونسبة المسيحيين منهم %8.2. ويتوزع المسيحيون في عكا على الكنيسة الأرثوذكسية وتليها كنيسة الروم الملكيين الكاثوليك، والكنيسة المارونية، والكنيسة اللاتينية والكنيسة الأنجليكانية.
الجدول الآتي يوضح عدد سكان عكا في الفترات المختلفة:

## الاقتصاد

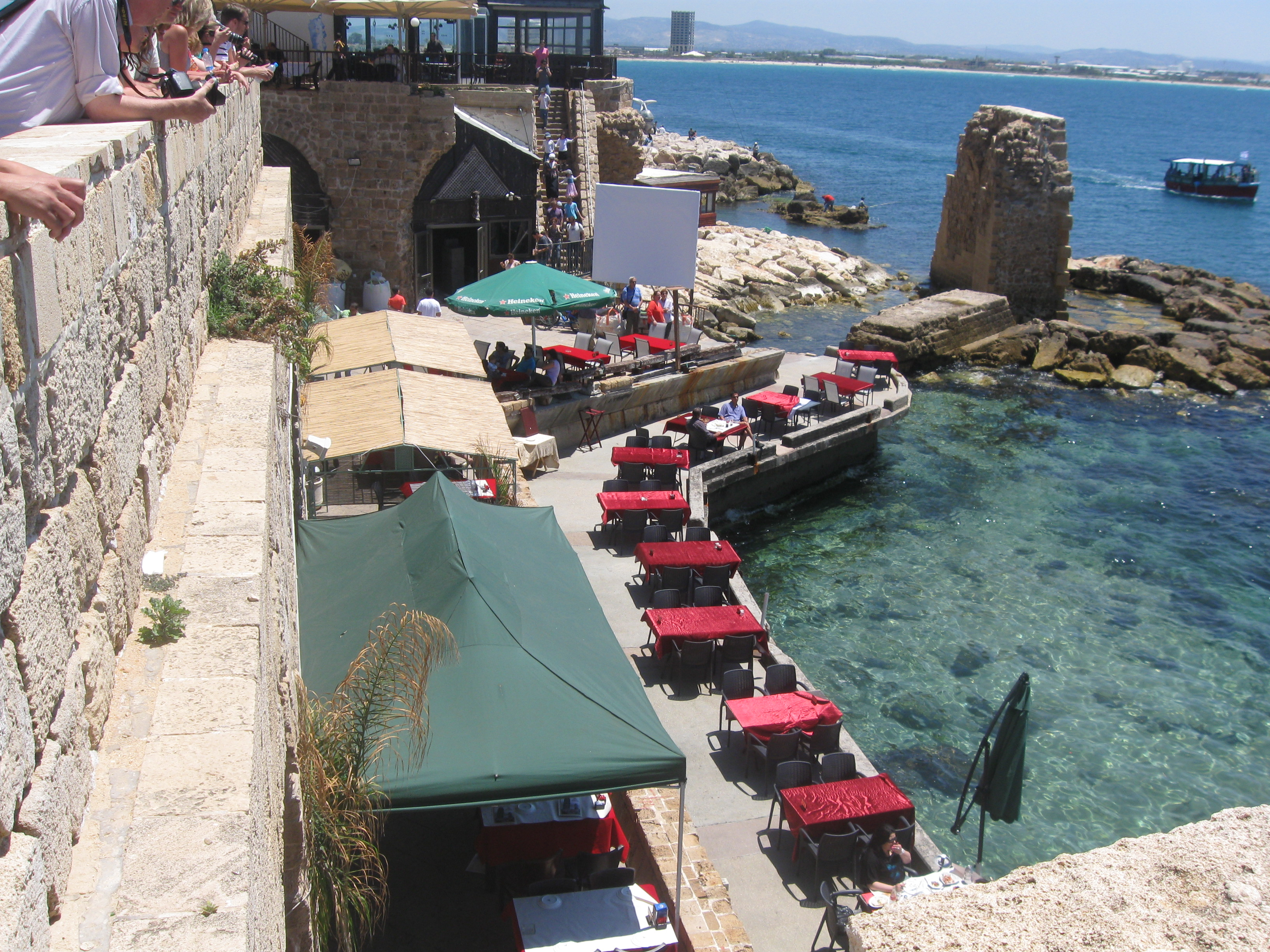
السياحة في عكا.

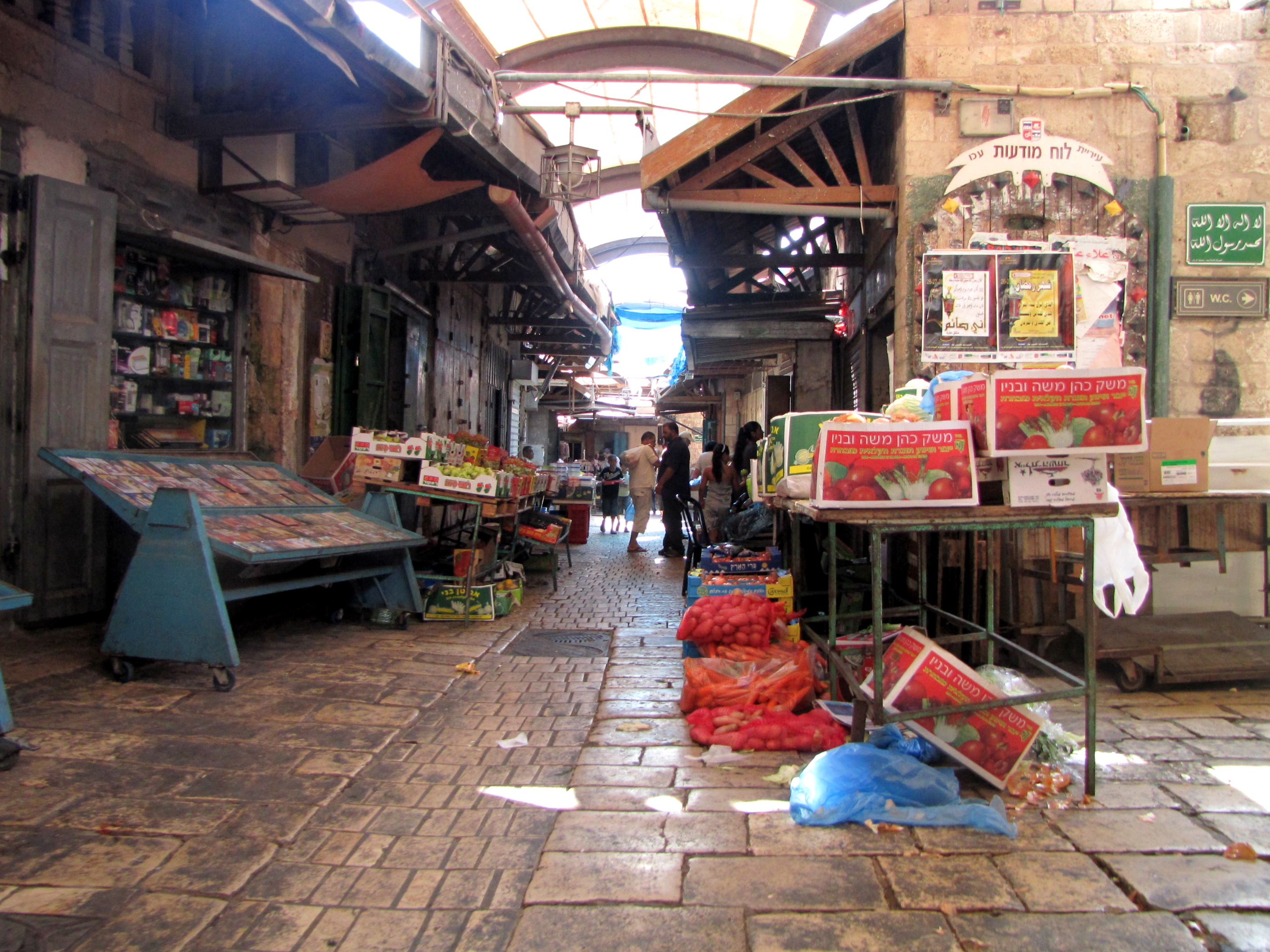
أسواق عكا القديمة.

يعمل سكان عكا في مجالات متعددة مثل: الأعمال الحرة، صيد الأسماك، السياحة، التجارة، صناعة وخدمات. في السنوات الأخيرة، نقلت العديد من المصانع إلى عكا، ويتم العمل على افتتاح مصانع جديدة في المستقبل القريب. يحصل سكان عكا على تخفيض من ضريبة الدخل بنسبة 13%، وللاعمال الحكومية تعطى تسهيلات من وزارة الصناعة والتجارة، لأن مدينة عكا مشمولة في قائمة المناطق الصناعية المدعومة من الدولة.
في بداية العقد الأول من القرن الحادي والعشرين، كان معدل البطالة في عكا أكبر من 10 ٪، بالمقارنة مع المعدل الوطني البالغ 6 ٪، وفي عام 2004 كان 14.2 %. لسنوات، عكا كانت واحدة من أكثر المدن في البلاد بالبطالة (أكثر من 10 ٪ عاطلين عن العمل). وقد تحسن معدل البطالة على مدى سنوات، وذلك اعتبارا من يناير 2009، فبلغ 8.6 %، وهو أعلى من المتوسط الوطني. في 2021 بلغت نسبة البطالة وسط أبناء الـ-20-67 عامًا %8.
إن الأسباب الرئيسية لهذه الظاهرة هي عدم وجود عمالة المراسي عكا وانعدام الهوية المهنية، فضلا عن الأضرار التي لحقت المصادر التقليدية بالعمل، فضلا عن تلك التي حلت محلها: وقد أغلقت الشركات كثيفة العمالة (بما في ذلك «مجمع للصلب») وغيرها من المصانع وتم نقلها إلى مناطق أخرى. ضربت هذا ليس فقط في التوظيف بل أيضا في ضريبة الأملاك التي تم جمعها من قبل البلدية.
كما أن قطاع الصيد قد تعرض للتضرر، والذي كان لقرون قطاع العمل الرئيسي، وُيرجع ذلك إلى تناقص الثروة السمكية في حوض شرق البحر الأبيض المتوسط. وقد فقد سوق عكا دوره التقليدي - لصالح حيفا ونهاريا وكرمئيل، والمراكز التجارية المحلية. هناك سبب واحد لهذا، وهو عملية تطوير النقل الدولي في المناطق الحضرية والوصول إلى الأسواق في البلاد. ولقد بدأت عكا تفقد شهرتها كمدينة سياحية ونقطة جذب للسياح، فمعظم الذين يأتون لزيارتها، يباتون خارجها. حتى السياح الحج البهائيين يفضلون البقاء في الخارج، لا سيما في حيفا.
لقد فشلت الحكومات الإسرائيلية لتطوير العمالة بعكا، وحولت جهودها لتطوير المناطق الصناعية والمناطق النائية مثل كرميئيل بيردي. لم تتمتع المشاريع المحلية في عكا بالتطوير كما في نهاريا. كذلك بذلت محاولات لتحسين وضع العمالة فيها كإدراج المدينة في «أفق»، وإعطاء تسمية للمنطقة كأولوية وطنية. تم وضع عكا في عام 2006 من قبل الحكومة باعتبارها هدفا وطنيا. أعلنت الحكومة عزمها على استثمار الجهد في عكا للاستفادة من البناء والتنمية في المدينة، وتشجيع الاستثمار وخلق فرص العمل، وتطوير السياحة في المدينة، من خلال الاستفادة من الموارد المتاحة. في هذا الإطار، أنشأت حي «البحر الجميل»، وأنشئت في السنوات 2005-2009 م ما يقارب 36 محطات جديدة. ساهمت مجموعة ديليك العقارية عام 2006 في مول عكا وساهمت في تطويره. يشمل المخطط أيضا بناء مراكز التسوق في منطقة Clubmarket، مجمع سوق الحضر والمشاريع السابقة.

## العمارة والتخطيط الحضري

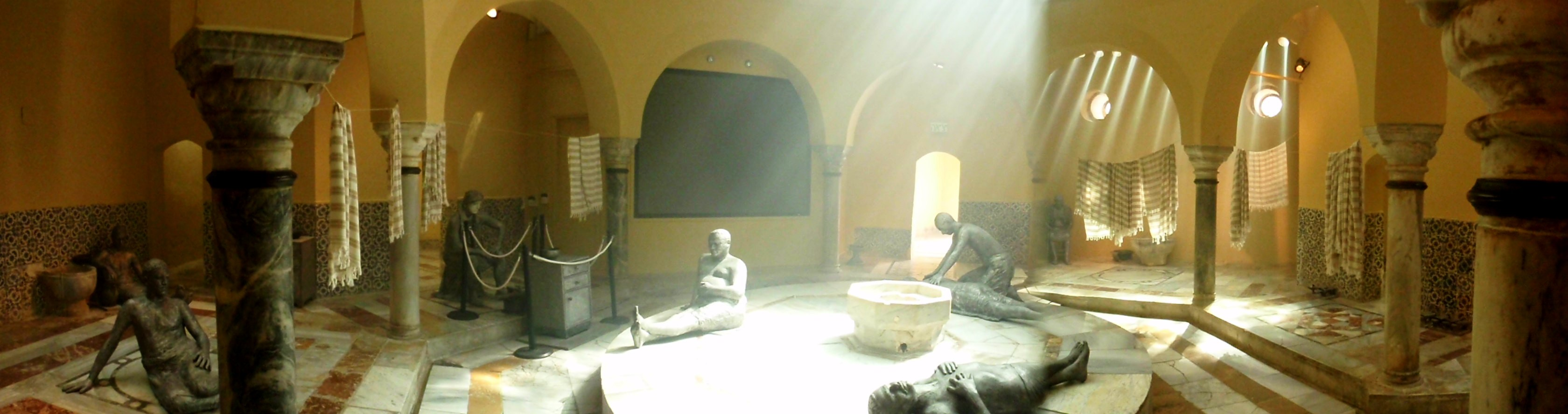
حمام الباشا، أحد أشهر معالم عكا العثمانية.

مدينة عكا الحالية تنقسم إلى قسمين: المدينة الجديدة والبلدة القديمة. وقد شُيّدت المدينة الجديدة بمساكنها العامة وأحيائها التجارية ومنطقتها الصناعية لتستقبل المهاجرين اليهود الجدد. وتقع جميع هذه الأبنية خارج البلدة القديمة محافظة بذلك على طابعها وأصالتها.
البلدة القديمة محط الأنظار في عكا. فهي ما زالت تحافظ على الكثير من مظاهر الفترات الثلاث الأخيرة من تاريخها ألا وهي الفترة الصليبية والعربية والتركية. أعاد الأتراك بناءها فوق أطلال المدينة الصليبية القديمة التي أدى طول الهجر والتراب والرمال إلى دفنها. وتعود الحصون التي تحيط بها إلى عام 1700م وقد بناها أحمد باشا الجزار على أساسات الأسوار الصليبية لحماية المدينة. اثنان من أبوابها فقط يعودان للعصر الصليبي (القرن الثاني عشر) وهما الباب البري والباب البحري. عند الانطلاق من الباب البري يمكننا الدوران حول الحصون المختلفة. وتتمتع جميع أسواق البلدة القديمة وحوانيتها بألوان المدينة الشرقية الزاهية.
| الأسوار وهي اسوار بناها القائد ظاهر العمر عام 1750 - 1751 م. يبلغ طول السور كان 500 م في الشمال و300 م في الشرق، وصل علوه إلى ثمانية أمتار تقريباً، وسمكه كان حوالي متراً واحداً، ولم يكن هناك نفق أمامها أو قناة عميقة، ومثل هذا السور استطاع أن يصد هجمات البدو الذين لم يكن لديهم مدافع. كان في السور بوابتان قويتان: بوابة السراي (تحمل اسم قصره المجاور) في شمال غرب السور وبوابة السباع (نسبة إلى صورة السباع المحفورة في حجر فوق هذه البوابة) في الجنوب الشرقي من سور المدينة. | أسوار عكا                        |
| خان العمدان ويقع قرب مدخل الميناء، تم بناؤه في القرن التاسع عشر على يد أحمد باشا الجزار، وقد جلبت عمدانه من خرائب قيسارية وعتليت، ويطلق عليه اسم (خان الجزار). ويقع فوق مدخله الشمالي برج ساعة بني سنة 1906 تخليدًا لذكرى السلطان عبد الحميد الثاني. كما أن في الطرف الشرقي من المدينة وبالقرب من برج السلطان – وهو أحد الأبراج الباقية من عهد الصليبيين – يوجد (خان الافرنج)، وكان يستعمل مركزًا للتجار الأوروبيين. | خان العمدان                      |
| السراي القديمة | السرايا القديمة                  |
| القلعة وكانت تُعرف أيضا بـ سجن عكا، ترتفع فوق البناية المجاورة لها. أتم بناءها أحمد باشا الجزار، وقامت على أسسس صليبية. اُستعملت زمن الانتداب البريطاني كسجن مركزي، وكانت تتم فيه أحكام الإعدام، حيث اُعدام فيها 3 من الشباب الفلسطينيين المقاومين للاستعمار البريطاني والهجرة اليهودية إلى فلسطين، وهم: محمد جمجوم، فؤاد حسن حجازي، عطا الزير. وقد اُستغلت القلعة فيما بعد، كمستشفى للأمراض العقلية لعدة سنوات. | قلعة عكا                         |
| مسجد الميناء ويسمى أيضاً جامع البحر، أقيم على يد سليمان سنة 1806 في نفس موقع مسجد سنان باشا القديم (سنان باشا هو مهندس تركي بنى عدة مساجد على اسمه في مدن الشرق). وتشير التقديرات إلى أن تم بناء المسجد في أواخر القرن السادس عشر. وهو أول دار عبادة للمسلمين في عكا. تم ذكره في كتابات العهد العثماني باسم "مسجد سنان باشا". | مسجد الميناء                     |
| مسجد الجزار والسوق الأبيض يقع في مدخل المدينة من الجهة الشمالية، وعند وصولنا إلى الجامع نشاهد عند مدخله (سبيل ماء) رممه سليمان باشا، وكان قد أقامه أحمد باشا الجزار. نصعد عددًا من الدرجات، ثم ندخل المسجد الذي يحتوي على ساحة واسعة بعضها مبلط، كما تحتوي الساحة على أشجار السرو والنخيل العتيق. وفي مركز الساحة نشاهد بناء له قبة خضراء، وبالقرب منه بئر ماء ومزولة من الجهة الغربية، حيث دفن فيها أحمد باشا الجزار، وبجانبه خليفته سليمان باشا الذي مات سنة 1819م. لقد أتم أحمد باشا الجزار بناء المسجد سنة 1782م، أما الغرف الصغيرة الموجودة في داخل المسجد فقد كان يسكنها طلاب العلم أيام كانت في جامع الجزار مدرسة إسلامية، أما حجارة المسجد فقد جُلبَتْ من خرائب قيسارية وعتليت، وقد تم ترميم المسجد حديثًا. يعتبر مسجد الجزار أعظم مسجد في شمال فلسطين على الإطلاق بسبب حجمه والفن المعماري الإسلامي الذي يبرز معالمه. | مسجد الجزار باشا                 |
| مسجد الزيتونة ويقع المسجد جنوب الزاوية الشاذلية، في المكان الذي يوجد فيه كنيسة ماريا، التي وقفت Jehoshafat فيه خلال الفترة الصليبية، إلى الجنوب من ربع الإسبتارية، وفقا لتقليد واسع الانتشار. ويرتبط اسم المسجد مع أشجار الزيتون التي كانت تنمو في ساحته. وقد بني المسجد في الفترة من الدهار عمر محمد الحاج، الذي أسس أيضا الأوقاف المرتبطة به. في البداية كانت الأوقاف تدار من قبل عائلة الشيخ نور شرم، في السنوات 1316 - 1323 هجري (1898 - 1905). | مسجد الزيتونة                    |
| كنيسة ودير الفرنسيسكان (اللاتين) تقع هذه الكنيسة في وسط السوق الشعبي تمتاز بمنارتها الشاهقة (برج الأجراس) وبجمالها ولونها البني، شيدت في عهد فخر الدين المعني في أوائل القرن السابع عشر، وبمحاذاة الكنيسة أنشأ رهبان الفرنسيسكان ديراً لهم. ودير الفرنسيسكان هذا يشرف على إدارة مدرسة تيراسنطة الثانوية (الأراضي المقدسة= Terra sancta). وكان إنشائه، تخليدا لقدوم مار فرنسيس إلى الأراضي المقدسة كما شهد فيما بعد مغادرته لها، والذي حل في دير الرهبان الفرنسيسكان الذي أقيم سنة 1217 محاذيًا للسور في الجهة الشمالية الغربية. ومن عكا انطلق مار فرنسيس لزيارة الأماكن المقدسة، وكان أشدها تأثيرًا عليه مغارة بيت لحم والجلجلة. تلك كانت بداية الآباء الفرنسيسكان في الأرض المقدسة والتي مضى على وجودهم فيها منذ ذلك الحين حتى يومنا الحاضر أكثر من سبعة قرون ونيّف. وما استقر المقام بالآباء الفرنسيسكان في الأرض المقدسة حتى راحوا يؤكدون وجودهم من خلال إقامة الأديرة والكنائس في معظم بلاد الشرق العربي. ولما توطد وجود الآباء الفرنسيسكان في جوار الأراضي المقدسة، باذلين كل جهودهم للقيام على خدمة تلك الأماكن والنهوض في مستوى حياة المجتمعات المحلية المحيطة بها، فقد نالوا مباركة الكرسي الرسولي في الفاتيكان، وكان أن منحهم لقب "حراس الأراضي المقدسة". | كنيسة ودير الفرنسيسكان (اللاتين) |
| كنيسة القديس يوحنا تقع هذه الكنيسة على سور المدينة شرقي برج الفنار شيدت عام 1737م على يد تجار فرنسيين وقد بنيت هذه الكنيسة وفق الطراز المعماري القوطي. الكنيسة كانت مهملة، وفي أوائل عام 1994 باشرت الطائفة بترميمها. | كنيسة القديس يوحنا               |
| كنيسة ودير القديس جوارجيوس وهي كنيسة أرثوذكسية شرقية، وهي تعود إلى فترة الصليبيين ومبنية على أثار كنيسة بيزنطية، وقد غلفت جدران الكنيسة من الداخل بالخشب المحفور. إلى الشرق من الكنيسة وعلى بعد نحو خمسة امتار يوجد دير آخر شيد على انقاض مبانٍ صليبية ويقيم في هذا الدير (الأنطش) رجال الدين الذين يعملون في الكنيسة بالإضافة إلى مطران الجليل للروم الأرثوذكس. هنالك لائحة على الدير من الرخام منقوش عليها اسم اميرالين بريطانيين سقطا أثناء معارك عكا سنة 1799 وسنة 1840. | كنيسة القديس جوارجيوس            |
| منارة عكا | المنارة                          |
| مكتبة أحمد باشا الجزار وتسمى أيضاً (المكتبة الأحمدية) و(نور أحمدية)، وهي مكتبة أنشئت في القرن الثامن عشر وأمر بإنشائها والي عكا أحمد باشا الجزار (1219هـ-1804م) بعد بنائه المسجد المسمى باسمه وجعل المسجد نواة للمكتبة. |                                  |

## النقل والمواصلات

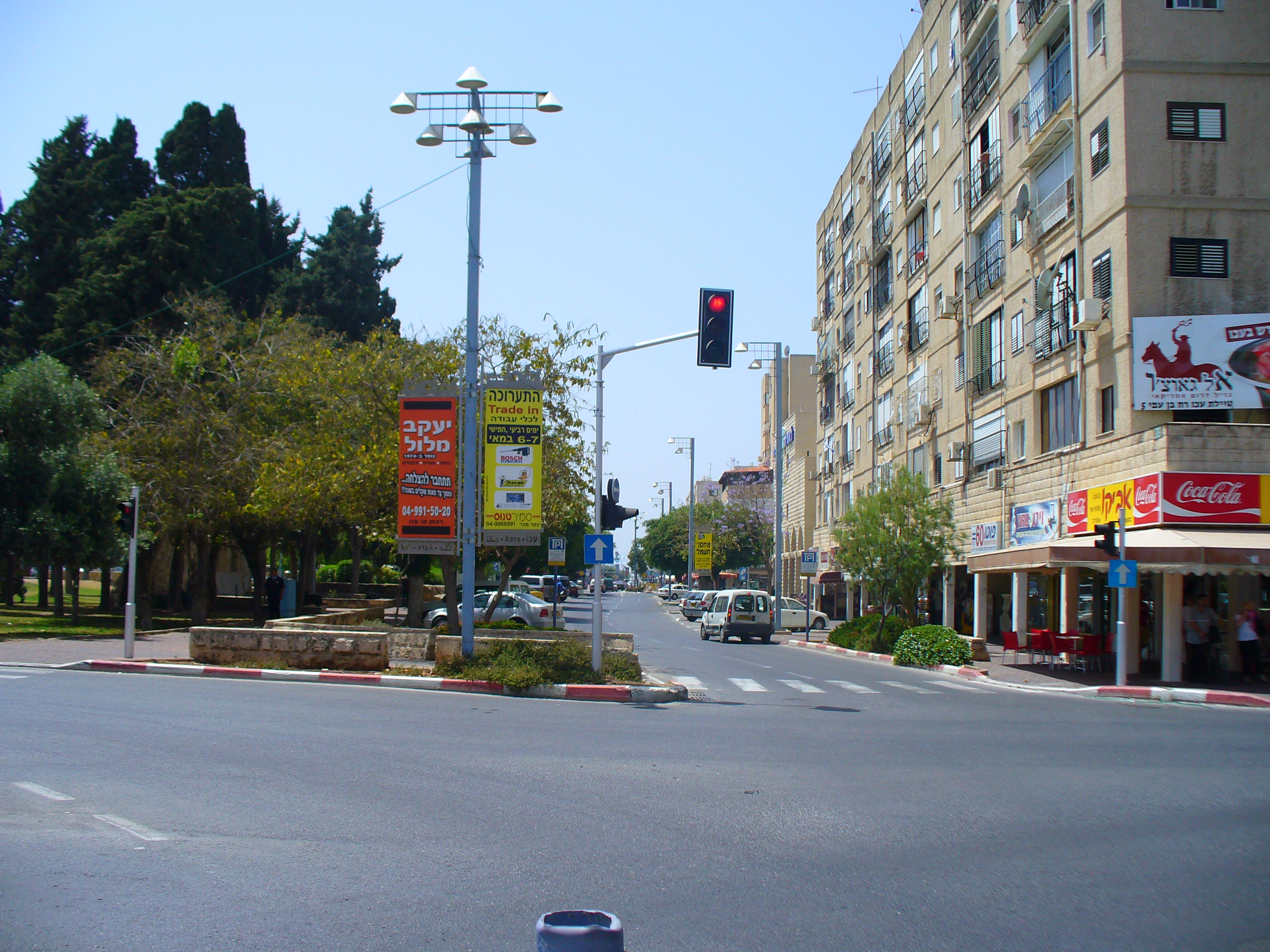
أحد شوارع عكا.

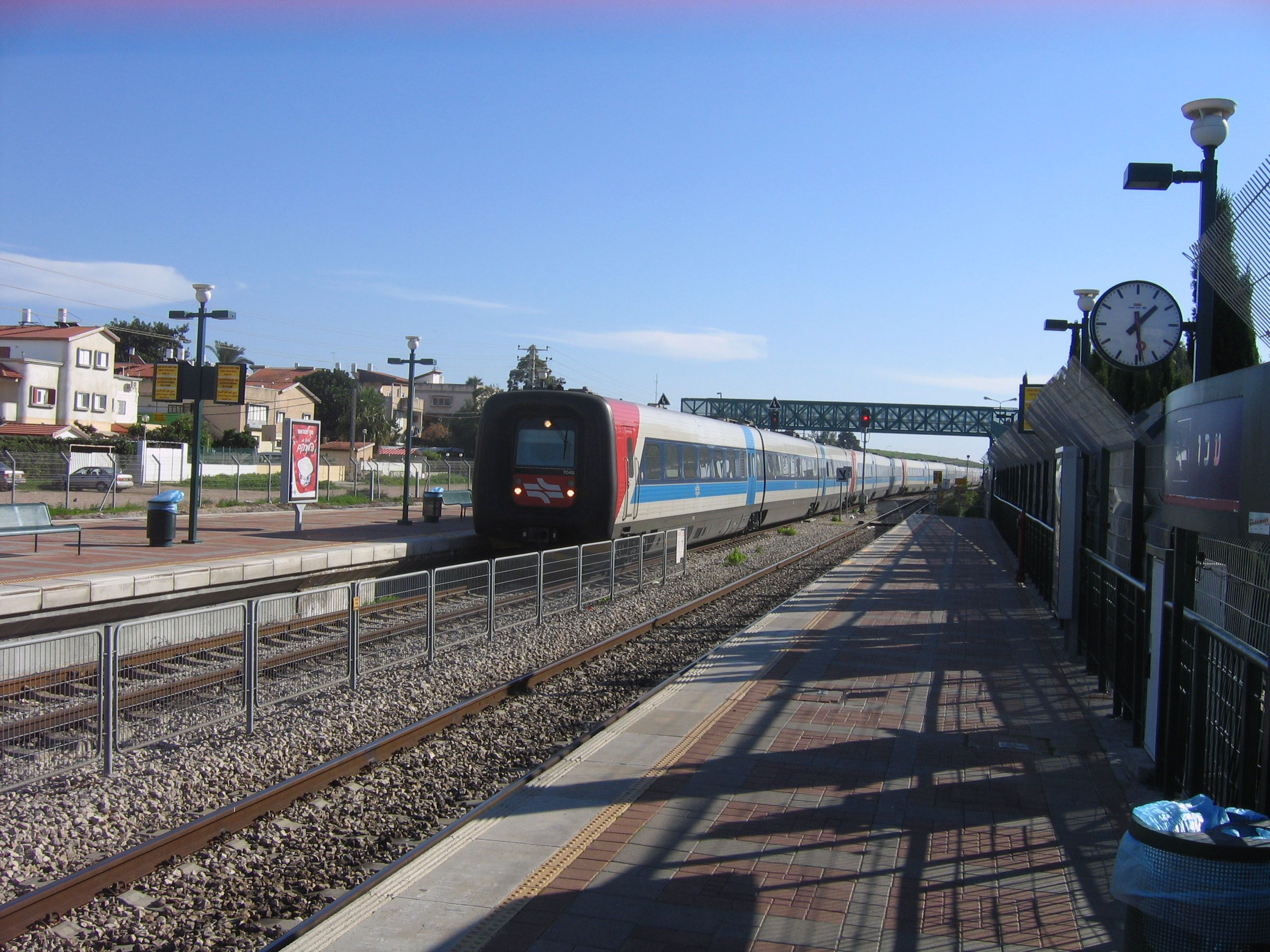
محطة قطارات عكا

في عكا محطة مركزية للباصات، والتي فيها مسارات لحافلات المدينة ولمدن ووجهات أخرى إلى جميع أنحاء البلاد. وهي أيضا تخدم المدينة من خلال محطة سكة حديد عكا. وتمر بمدينة عكا الطرق السريعة الوطنية 4 و85. بالنسبة إلى الطريق 4، يمر في جميع أنحاء المدينة من الشمال إلى الجنوب. الطريق القديم يمر من عند الطريق السريع 4. أما الطريق 85، والمعروف أيضا باسم طريق عكا - صفد، المؤدي إلى مفرق Amiad يربط عكا وكرمئيل، بصفد والمجتمعات المحلية في وادي الكرم.
هناك أيضا خدمة Diliz'ansim التي تخدم المسافرين من حيفا إلى عكا. وهو نظام يخدم المدينة بوسائل النقل العام على أساس السكك الحديدية، الحافلات وسيارات الأجرة. تشمل محطة عكا على السكك الحديدية الساحلية والسكك الحديدية المؤدية من نهاريا إلى حيفا، وهلم جرا إلى تل أبيب، وبئر السبع. كما تقع محطة الحافلات المركزية قبالة محطة القطار.
خدمة سيارات الأجرة من «الخطوط الجنوبية» التي تربط عكا بمدينتي نهاريا وحيفا، خطوط الخدمات الأخرى التي تربط بين عكا وكرميئيل والقرى الأقلية عدة (أبو سنان، G'diida—يباع، كفر ياسيف) وتوفير الخدمات الداخلية في المدينة. خدمة التاكسي متاحة لجميع المسافرين من وإلى مطار بن غوريون الدولي. هناك أيضا مواقف سيارات الأجرة في عدة رحلات خاصة.

### ميناء عكا
يرتبط ميناء عكا بشبكة طرق وسكك حديدية أهمها: طريق السهل الساحلي الذي يربط عكا بحدود فلسطين التاريخية الشمالية المتجهه نحو لبنان عبر رأس الناقورة (17 كيلومتراً) وترتبط بحيفا بواسطة خط سكة حديد يتجه نحو الجنوب، ويتصل بخط سكة حديد (القنطرة) في سيناء. تحيط المياه بعكا من الجهتين الغربية والجنوبية، وتتصل باليابسة من الجهتين الشرقية والشمالية. يقع الميناء في الجهة الجنوبية للمدينة، لهذا فهو محمي من الرياح الشمالية.

## الثقافة

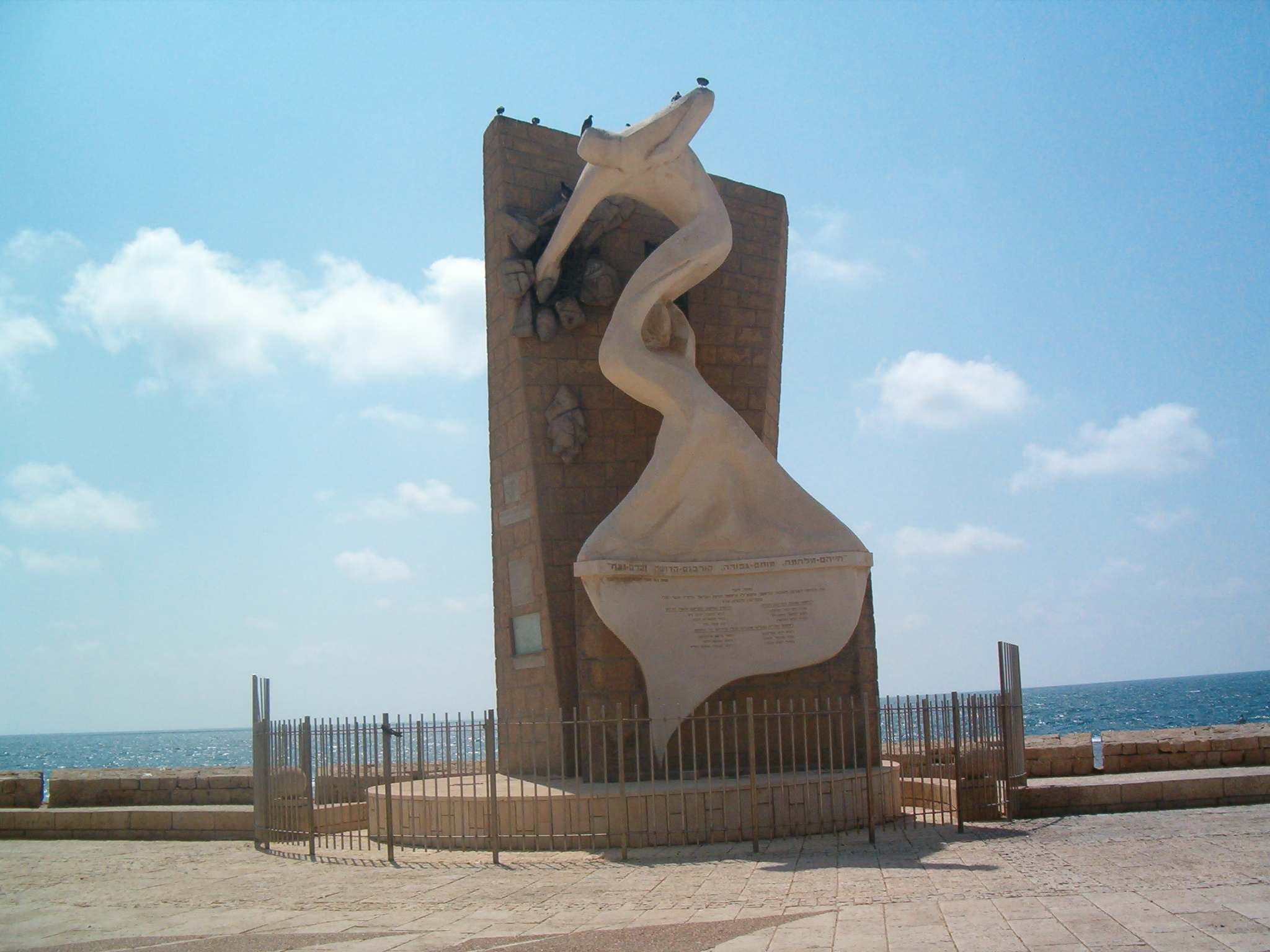
منحوتة سجن عكا

كانت عكا مركزا مهما للإشعاع الفكري والثقافي في فلسطين التاريخية طيلة فترة الانتداب البريطاني وقبلها في العهد العثماني، والذي تدهور كثيرًا بعد النكبة عام 1948، وتهجير معظم سكانها. إلا أن سكانها يحاولون إعادة الروح إلى هذه المدينة، بفضل المهرجانات والمناسبات الثقافية التي تشهدها المدينة بازدياد مؤخرا، كمهرجان «لغتي هويتي» لدعم اللغة العربية في المدينة، ومهرجان «مسرحيد» للأداء المسرحي، اليوم الوطني للثقافة الفلسطينية بعكا، وعدة مهرجانات ثقافية وأدبية ومعارض أخرى يقيمها سكان المدينة سواء من العرب أو من اليهود.

## التعليم

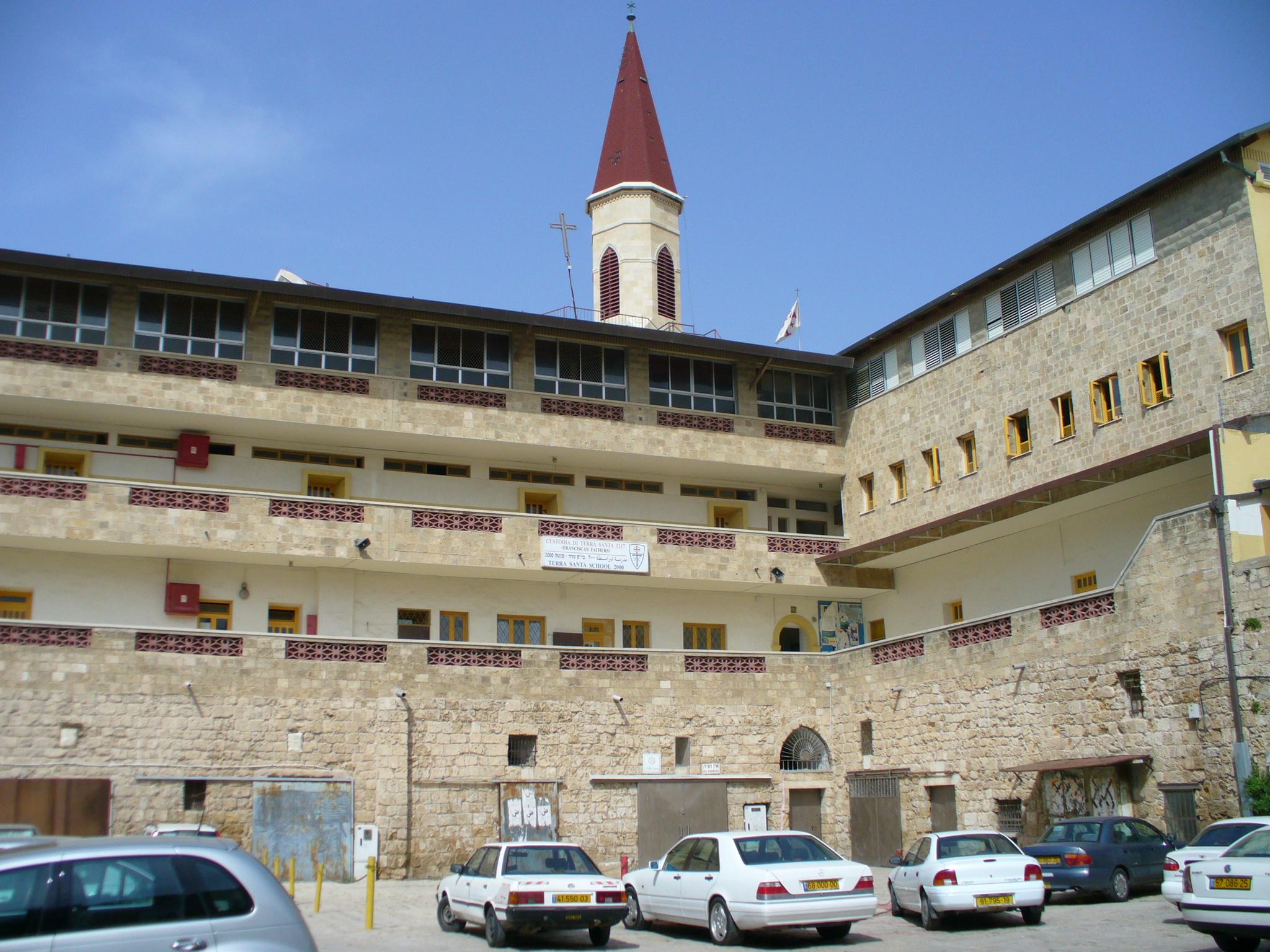
مدرسة ترسنطة، أحد أعرق مدارس عكا.

جهاز التعليم في عكا من الأفضل في البلاد، ويخدم نسيجا سكانيا متعدد الأطياف. أكثر من 10000 تلميذا منخرطون في هذا الجهاز. يوجد في عكا 72 روضة (حكومية، دينية، عربية، مستقلة وتربية خاصة – كلها مدعومة من البلدية)، 14 مدرسة ابتدائية (حكومية، دينية وعربية) و7 مدارس إعدادية وثانوية. من خلال المشاريع المختلفة ومن خلال مبدأ «التساوي في الفرص»، يعمل جهاز التعليم لزيادة نسبة الحاصلين على شهادة البجروت وتقليص عدد المتسربين من الجهاز. يساعد المستوى الراقي الذي من خلاله يعمل جهاز التعليم من اجل تحقيق ذلك الهدف بدءً من جيل الطفولة المبكر وحتى مرحلة الثانوية. تعمل في البلدة أيضا مدارس للفنون، العلوم، للاعلام، والتفكير التكنلوجي ومركزان لإغناء الطفولة المبكرة. يعتبر جهاز التعليم عنوانا للطلاب أصحاب الاحتياجات الخاصة بواسطة مشاريع خاصة مثل: النوادي العائلية، النوادي المدرسية، مؤسسات داخلية، علاج خاص وشخصي، برنامج انتقال بين المراحل المختلفة، دورات تحضير للصف الأول الابتدائي، تشخيص ومتابعة مهنية على ايدي الخدمات النفسية وغيرها.
ويقع في عكا عدد كبير من المؤسسات التعليمية البارزة والعريقة، من أهمها: مدرسة تراسنطة التابعة للرهبنة الفرنسيسكانية الكاثوليكيَّة، كلية الجليل الغربي، وتقع في الشمال الشرقي من المدينة، بالقرب من حديقة مجتمع الجليل. وهي مؤسسة معتمدة للتعليم العالي تقدم الدراسة الأكاديمية إلى درجة من بار—ايلان في برامج الدراسة المختلفة، فضلا عن دراسات ما قبل الأكاديمية. كما تقع في عكا مدرسة ضباط البحرية ومدرسة الفتيان والفتيات في القيادة وضابط في القوات البحرية والأسطول التجاري. وتقع المؤسسة على شواطئ خليج عكا، بالقرب من شرق المدينة القديمة. تعلم الآن 450 طالبا في الصف التاسع إلى الصف أربعة عشر. ويوجد في عكا أيضا، معهد التدريب البحري، وهو جهاز معهد لضباط الأسطول التجاري الإسرائيلي، تأسس في عكا في 1971.

## الرياضة

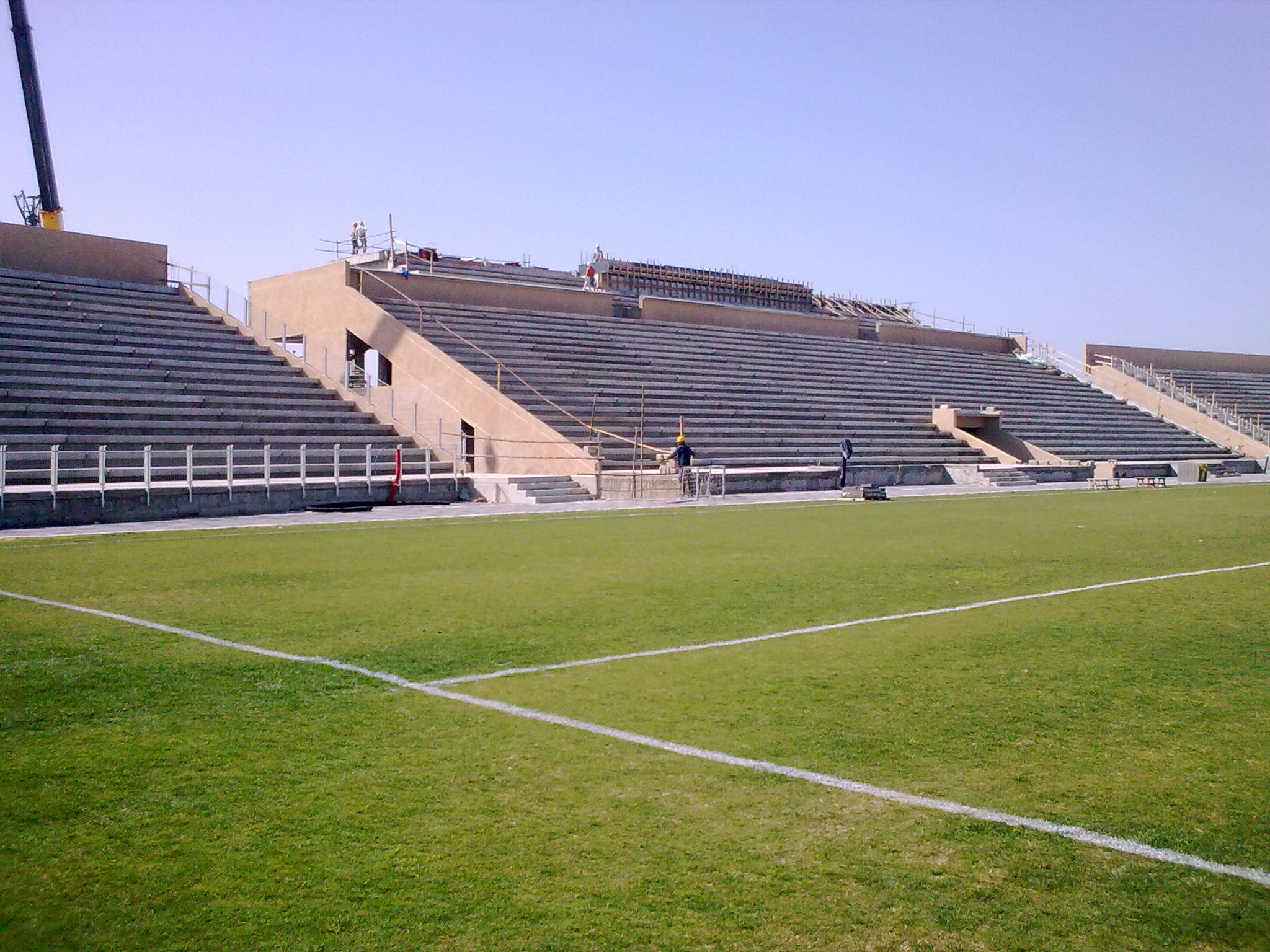
ملعب عكا البلدي

تلعب في عكا عدة أندية رياضية محلية سواء على مستوى كرة القدم أو كرة السلة، منها: أخاء عكا، هبوعيل عكا، مكابي عكا.
في سبتمبر 2011، تم في عكا افتتاح واحد من أحدث وأضخم ملاعب البلاد، وهو «ملعب عكا البلدي»، حيث أن مشروع بهذه الضخامة لم تشهده العديد من المدن الكبرى في البلاد، والذي يعتبر أحد أكبر خمسة ملاعب فيها. وتجاوزت تكلفته أكثر من 50 مليون شيكل. يُذكر أن مدرجات الملعب تتسع ل6000 شخص في المرحلة الأولى، بالإضافة إلى إمكانية توسيعه مستقبلا ليتسع ل 10000 شخص.

## توأمة المدن
عكا متوأمة مع المدن التالية:
- بيزا، إيطاليا، منذ 1998 [121]
- بريغنز، النمسا
- لا روشيل، فرنسا، منذ 1972[122]
- ركلنهاوزن، ألمانيا
- بيلسكو بياوا، بولندا[123]
- كانتون، الولايات المتحدة
- شاطئ ديرفيلد، فلوريدا، الولايات المتحدة

## وصلات خارجية
- الموقع الرسمي لبلدة عكا القديمة
- مقالة: عكّا قارورةُ عطرٍ مثقوبةٌ !